# Schimbător de căldură

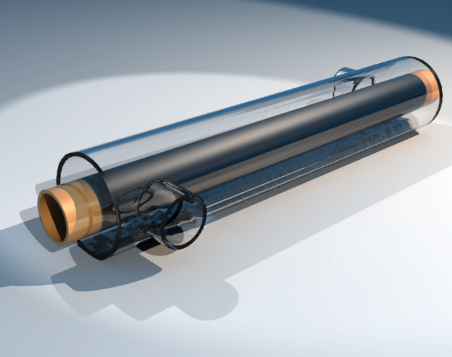
Model transparent al unui schimbător de căldură ţeavă în ţeavă, cel mai simplu posibil.

Un schimbător de căldură este un echipament de transfer termic, care transmite căldura de la un mediu la altul. Transmiterea căldurii între cele două medii se poate face printr-un perete solid, care le separă, sau se poate face prin amestecarea mediilor. Dacă mediile sunt în contact cu peretele despărțitor pe fețe diferite, căldura trecând prin perete, schimbătorul este de tip recuperativ, iar dacă mediile sunt în contact succesiv cu aceeași față a peretelui, căldura acumulându-se în perete și fiind cedată celuilalt mediu ulterior, schimbătorul este de tip regenerativ. Transferul de căldură are loc întotdeauna, conform principiului al doilea al termodinamicii, de la mediul mai cald la cel mai rece.
Schimbătoarele de căldură se folosesc în procese de încălzire, topire, sublimare, fierbere, vaporizare, condensare, răcire și solidificare. Ele își găsesc o largă aplicabilitate în instalațiile de încălzire, refrigerare, climatizare, distilare (în industria chimică și petrochimică), în centralele termice, termoficare și ca anexe ale mașinilor termice. Un exemplu foarte cunoscut este radiatorul autovehiculelor, unde fluidul cald (apa de răcire a motorului) transferă o parte din căldura evacuată din motor unui fluid rece (aerul din mediul ambiant).

## Tipuri constructive și clasificări
După modul de transfer termic schimbătoarele se împart în schimbătoare de suprafață, la care transmiterea căldurii se face printr-un perete despărțitor, considerată suprafață de separație, cu o conductivitate termică cât mai mare și schimbătoare prin amestec, la care transmiterea căldurii se face prin amestecul mediilor. Deoarece sunt mai simple și mai eficiente, schimbătoarele prin amestec sunt preferate în toate cazurile în care fluidele se pot amesteca.
Transferul termic poate fi staționar în timp (continuu) sau nestaționar (periodic). Cele cu transfer continuu sunt realizate de obicei cu suprafață de separație și sunt numite recuperatoare, iar cele cu transfer nestaționar acumulează căldura într-o perioadă de timp și o restituie în alta, fiind numite regeneratoare. Un alt tip de schimbătoare de căldură nestaționare sunt acumulatoarele, în care căldura este acumulată și livrată apoi la cerere.
Suprafața de schimb de căldură poate fi realizată din țevi în fascicul tubular, de tip „țeavă în țeavă”, din țevi în formă de serpentină sau din plăci profilate. Suprafața poate să fie netedă sau cu nervuri, aripioare (suprafețe extinse). De-a lungul suprafeței, fluidele pot curge în același sens, caz în care se spune că curg în echicurent, sau în sensuri contrare, caz în care se spune că curg în contracurent. Există și scheme de curgere complexe, cum sunt curgerile în curent încrucișat, în care cele două fluide curg perpendicular unul pe altul, cu amestecarea șuvițelor de fluid pe partea respectivă a suprafeței (curgere amestecată) sau fără amestecarea lor (curgere neamestecată), și scheme mixte, cu una sau mai multe treceri.
Simbolurile folosite în schemele termice care conțin schimbătoare de căldură erau standardizate conform STAS 2644-73, însă în 2009 acest standard a fost anulat, fără a fi înlocuit de un altul.

## Schimbătoare de căldură de tip recuperativ

### Schimbătoare de căldură fără schimbare de fază
Majoritatea schimbătoarelor lucrează fără schimbarea stării de agregare a mediilor, iar transferul termic are loc între fluide: lichid-lichid (răcitoare, încălzitoare, preîncălzitoare), lichid-vapori (condensatoare), lichid-gaz (radiatoare, boilere, butelii de încălzire, în instalații frigorifice), vapori-lichid (vaporizatoare, preîncălzitoare, fierbătoare), vapori-gaz și gaz-gaz. Există însă și schimbătoare la care unul dintre medii este solid, de exemplu cele care mențin apa înghețată într-un patinoar.

#### Schimbătoare de căldură cu fascicul tubular

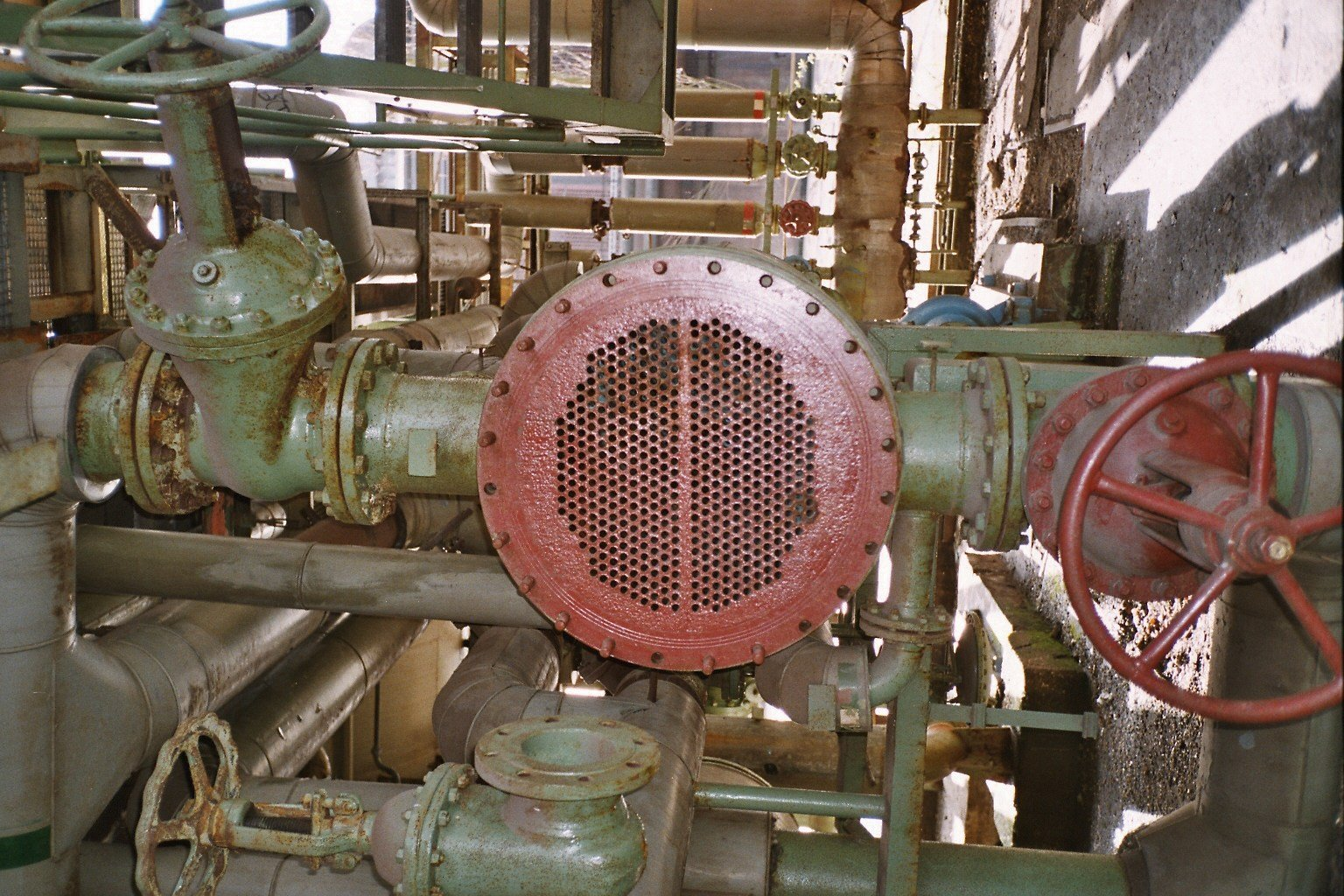
Schimbător de căldură cu fascicul tubular „U”.

Aceste schimbătoare sunt formate dintr-o manta în care se află o serie de țevi, montate sub forma unui fascicul. Capetele țevilor sunt fixate în una sau două plăci tubulare.
Cel mai simplu și mai ieftin tip de schimbător este cel cu două plăci tubulare fixe, între care este montat un fascicul de țevi drepte. Deoarece curgerea fluidelor se poate organiza în contracurent, acest tip de schimbător are performanțe termice foarte bune. Dacă proprietățile fizice ale unuia din fluide cer ca acesta să parcurgă un drum mai lung, curgerea în interiorul fasciculului se poate organiza în 2, 3 sau 4 treceri, însă în acest caz pentru a realiza același transfer termic, deoarece eficiența schimbătoarelor de acest tip este mai mică, este nevoie de suprafețe mai mari ale fasciculului, deci ele devin mai mari și mai scumpe.
Etanșarea între cele două fluide este foarte bună, eventuale scurgeri putând apărea doar la îmbinarea imperfectă dintre țevi și plăcile tubulare sau în cazul spargerii țevilor. Deoarece apar diferențe de dilatare între țevi și manta din cauza temperaturilor diferite și eventual a coeficienților de dilatare diferiți ai materialelor țevilor și mantalei, îmbinările țevilor cu placa tubulară sunt solicitate și pot slăbi, compromițând etanșeitatea. Pentru a reduce aceste solicitări se pot prevedea compensatoare de dilatare, care însă fac ca mantaua să fie foarte elastică, iar ea trebuie susținută în mai multe puncte de sprijin. O altă soluție pentru reducerea solicitărilor este ca una dintre plăcile tubulare să fie mobilă și etanșată în manta cu o garnitură (schimbătoare cu cap mobil), însă aceasta se poate uza, compromițând etanșeitatea.

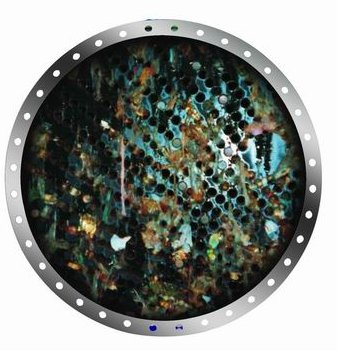
Colmatarea ţevilor unui schimbător dintr-o termocentrală.

O altă problemă este că fasciculul de țevi este greu de curățat la exterior, ceea ce face ca acest tip de schimbător de căldură să fie recomandat pentru fluide curate, sau când curățirea se poate face chimic, fără demontarea fasciculului.
Dacă este nevoie de reducerea cât mai mult a solicitărilor fasciculului, acesta poate fi format din țevi în formă de U, fixate într-o singură placă tubulară. însă aceasta se poate uza, compromițând etanșeitatea. Astfel, țevile se pot dilata liber în manta, însă curățirea țevilor devine dificilă și în interior, nu numai în exterior.
Coeficientul de schimb de căldură la curgerea unui fluid de-a lungul țevilor este considerabil mai mic decât cel la curgerea perpendicular pe țevi și depinde de viteza de curgere a fluidului. De aceea, în manta se plasează o serie de șicane, care dirijează curgerea fluidului din exteriorul fasciculului relativ perpendicular pe țevi. Distanța dintre șicane oferă o secțiune de curgere care asigură viteza de curgere dorită. De asemenea, prezența șicanelor uniformizează curgerea și mărește turbulența fluidului, ceea ce îmbunătățește coeficientul de schimb de căldură. Tot ele rigidizează fasciculul de țevi. Nu este obligatoriu ca șicanele să asigure etanșeitatea compartimentelor dintre ele, proiectanții exploatând această posibilitate pentru uniformizarea solicitărilor termice și reducerea pierderilor de presiune, însă cu prețul scăderii eficienței. La proiectare se alege compromisul convenabil.
Un caz la limită în cazul acestor schimbătoare sunt cele numite „țeavă în țeavă”, la care fasciculul se reduce la o singură țeavă, iar mantaua este confecționată și ea dintr-o țeavă. De obicei, pentru reducerea spațiului ocupat țeava este pliată, practic prin cuplarea mai multor schimbătoare scurte.

Scheme de schimbătoare de căldură cu fascicul tubular
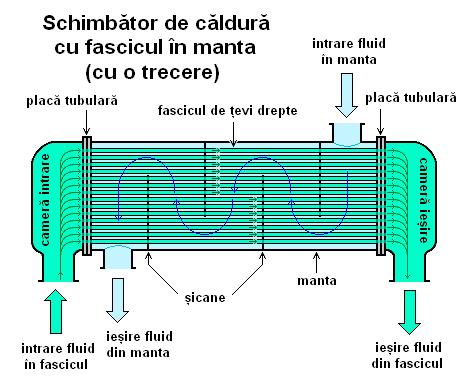
Schemă cu două plăci tubulare, cu fascicul drept, cu o singură trecere.
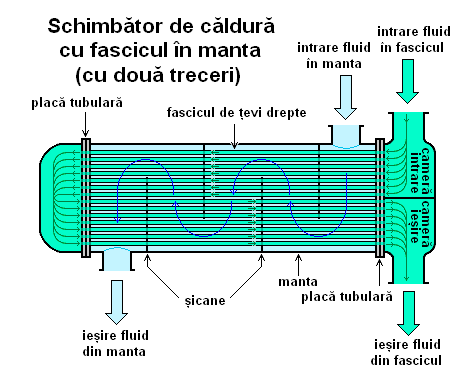
Schemă cu două plăci tubulare, cu fascicul drept, cu două treceri.
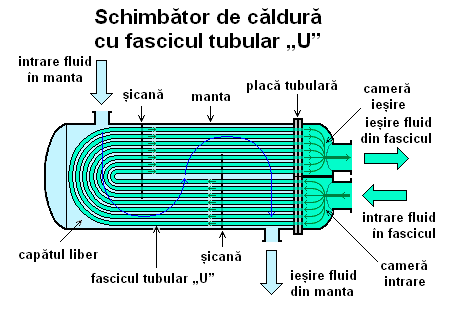
Schemă cu o singură placă tubulară, cu fascicul U.
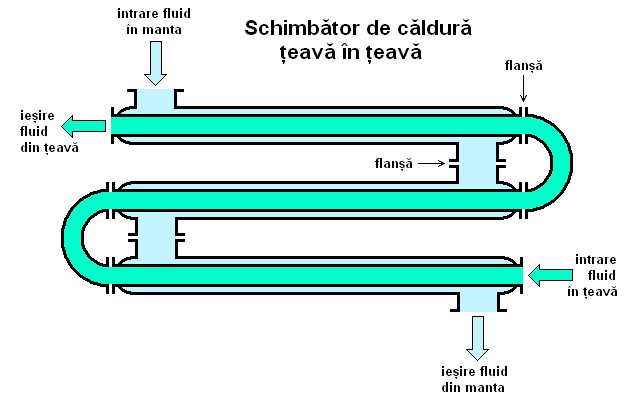
Schimbător de căldură țeavă în țeavă.

#### Schimbătoare de căldură cu serpentine

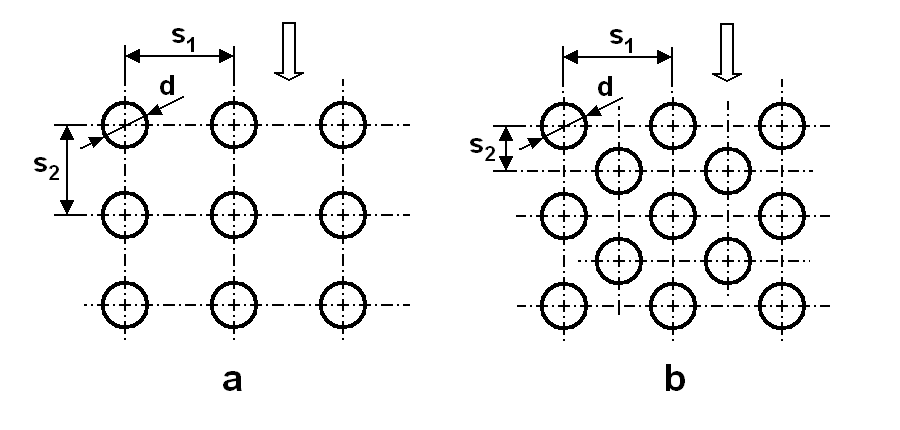
Aranjarea ţevilor în linie (a), respectiv alternat (b).

Aceste schimbătoare sunt formate dintr-o serie de țevi în formă de serpentină, în formă elicoidală sau șerpuite. Serpentinele elicoidale sunt folosite de obicei la încălzirea apei din rezervoare cu acumulare.
Schimbătoarele cu serpentine șerpuite sunt formate din mai multe serpentine în paralel, cu capetele legate la colectoare. Sunt schimbătoarele obișnuite pentru recuperarea căldurii din gazele de ardere la generatoarele de abur, caz în care aceste serpentine, prin care circulă apa sau aburul, sunt plasate în canalele de gaze de ardere. Trecerile succesive ale țevilor prin canalul de gaze determină un model al amplasării țevilor, care poate fi în linie (în paralel, în coloană) sau alternat (în zigzag, în eșichier). Modelul amplasării în șah este, la aceleași viteze de circulație ale fluidelor, mai eficient din punctul de vedere al transmiterii căldurii.

Economizorul unui generator de abur de 60 t/h.

La generatoarele de abur acest tip de schimbătoare de căldură se întâlnește în special la spraîncălzitoarele de convecție și la economizoare. La supraîncălzitoare volumul aburului care trebuie supraîncălzit este relativ mare față de volumul unui lichid. Viteza de curgere a aburului prin interiorul țevilor este cuprinsă între valorile de 12–25 m/s, valorile mai mici corespunzând presiunilor mari ale aburului. Pentru a realiza secțiunea necesară pentru curgerea aburului destul de frecvent se amplasează în planul serpentinei câte două sau trei țevi în paralel, rezultând așa-zisele serpentine duble, respectiv triple. Pentru a-și putea îndeplini sarcina, supraîncălzitoarele trebuie plasate în zone de temperatură înaltă a gazelor, la care materialele nu rezistă dacă nu sunt răcite. Serpentinele sunt susținute de țevi de susținere răcite prin circulația în interior a apei sau a aburului. Necesitatea intercalării în fascicul a țevilor verticale de susținere face ca amplasarea alternată a serpentinelor să fie mai puțin eficientă ca în cazul economizoarelor. La supraîncălzitoare se folosește curgerea fluidelor atât în contracurent, cât și în echicurent, sau în scheme de curgere complexe, în funcție de necesitățile privind limitarea solicitărilor mecanice și termice.
Economizoarele au aceeași construcție cu a supraîncălzitoarelor. Prin interiorul țevilor circulă apă, cu viteza de 0,1–1,0 m/s, iar la nevoie se pot amplasa două pachete de țevi de economizor în paralel, astfel că nu este nevoie de serpentine duble sau triple. Deoarece economizoarele sunt amplasate în zone de temperatură moderată, nu este nevoie să fie susținute de țevi răcite, ci pot fi susținute de platbande, ceea ce permite aranjarea țevilor atât în linie, cât și alternat. În caz că gazele de ardere conțin cenușă, adică provin din arderea cărbunilor, se preferă dispunerea în linie, care reduce eroziunea țevilor. Altfel se preferă dispunerea alternată, mai eficientă la transmiterea căldurii.
Spre deosebire de aburul care curge prin supraîncălzitoare, apa care curge prin economizoare are o concentrație de săruri mult mai mare, săruri din care o parte se depun în interiorul țevilor, colmatându-le.

#### Schimbătoare de căldură cu plăci

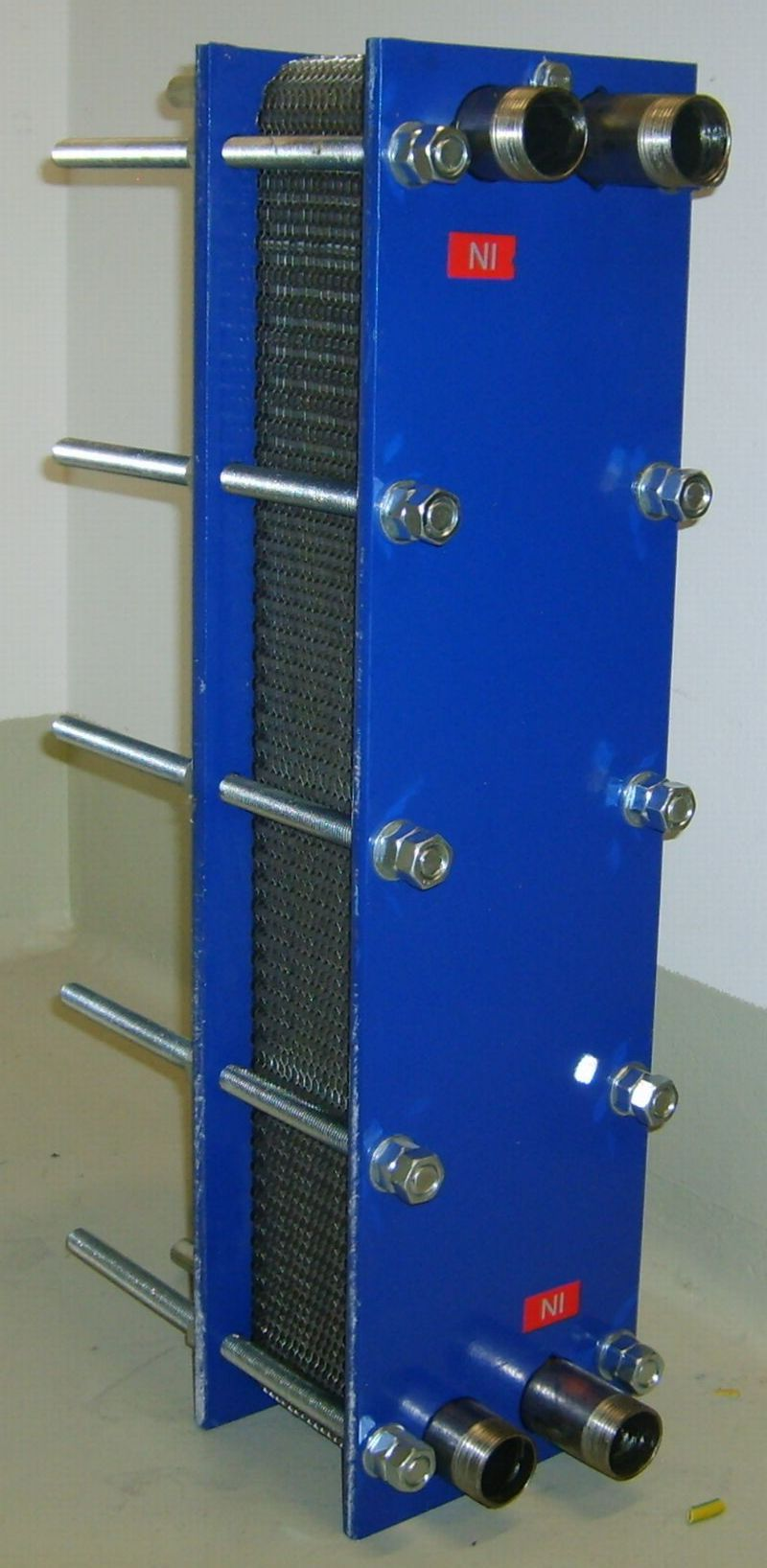
Schimbător de căldură cu plăci.

Sunt folosite în industria alimentară, de exemplu la încălzirea și răcirea laptelui, berii și vinului și la prepararea apei calde de consum, în instalații individuale și în puncte termice de cartier.

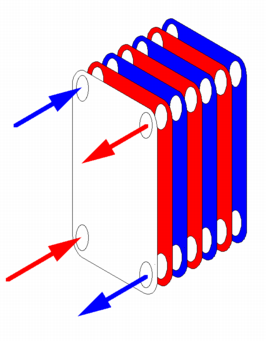
Amplasarea plăcilor.

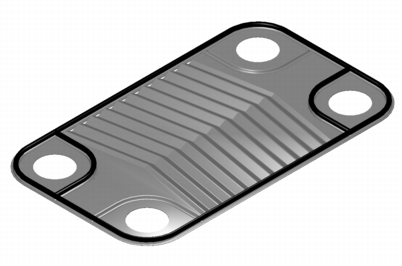
Forma unei plăci.

Aceste schimbătoare sunt alcătuite dintr-un set de plăci individuale montate într-un cadru metalic de susținere și strânse cu buloane. Fiecare pereche de plăci alăturate formează un canal de curgere, astfel încât în două canale adiacente sensul de curgere al celor două fluide este întotdeauna în contracurent. Plăcile sunt executate din foi metalice subțiri, din oțeluri inoxidabile, și sunt prevăzute cu ondulații realizate prin presare, atât pentru mărirea rigidității, cât și pentru îmbunătățirea transferului termic prin mărirea turbulenței fluidelor. Etanșarea între plăci împiedică amestecul agenților termici și scurgerea acestora spre exterior și se realizează cu garnituri. Garniturile din cauciuc, rășini, butil sau neopren rezistă la presiuni până la 25 bar (suficiente pentru instalații de încălzire) și temperaturi de 150 °C, iar cele de azbest până la 200 °C.
Acest tip de schimbătoare sunt compacte, la un volum dat oferă o suprafață de schimb de căldură mare, suprafața de schimb de căldură poate fi mărită sau micșorată conform necesităților, adăugând sau scoțând plăci, au costuri de fabricație reduse și sunt ușor de curățat. Au însă și probleme. Buloanele se pot relaxa, caz în care apar scurgeri pe lângă garnituri, însă scurgerile au loc spre exterior, nu prin amestecarea fluidelor. Au căderi de presiune relativ mari, ceea ce mărește costurile de pompare. Dacă apare o avarie, repararea durează mult, mai ales dacă sunt sute de plăci și se pot colmata relativ ușor, nervurile reținând impuritățile.

#### Schimbătoare de căldură spirale

Schema unui schimbător de căldură spiral.

La aceste schimbătoare suprafața de schimb de căldură este formată dintr-o bandă rulată în formă de spirală, realizându-se astfel între spire două canale, în care se poate organiza ca cele două fluide să circule în contracurent sau în curent încrucișat. Datorită suprafețelor relativ plane, de obicei presiunea de lucru este limitată la 20 bar, dar există și construcții care se pot folosi la presiuni de sute de bar, respectiv temperaturi de sute de °C. Sunt schimbătoare compacte, cu căderi de presiune relativ mici și pot fi folosite pentru fluide care pot colmata ușor canalele, tipul de curgere prin schimbător favorizând autocurățirea.

#### Radiatoare (calorifere)
Radiatoarele (caloriferele) sunt schimbătoare de căldură folosite la încălzirea centrală cu apă caldă și, mai rar, cu abur. Caracteristic acestora este faptul că de la suprafața de încălzire spre aerul din spațiul încălzit căldura se transmite prin convecție liberă. Radiatoarele pot fi din fontă, oțel sau aluminiu.
Radiatoarele din fontă sunt concepute să lucreze în instalații de termoficare, la presiuni relativ mari, necesare pentru încălzirea clădirilor înalte. Ele sunt realizate din elemenți, care sunt piese turnate, asamblate cu nipluri. În România dimensiunile acestor elemenți au fost standardizate, atât pentru elemenții cu secțiune circulară a coloanelor, cât și pentru cei cu secțiune a coloanelor eliptică. Ele sunt foarte rezistente la coroziune și, la o exploatare corectă au o durabilitate foarte mare, iar producătorii oferă la ele garanții și de 25 de ani. Tehnologia de turnare este scumpă, ca urmare au un preț relativ mare. Având o masă mare și un volum mare de apă de încălzire în ele au o inerție termică mai mare, lucru favorabil la exploatarea centralelor de apartament, care lucrează în regim intermitent. Dezavantajul lor este că fonta este casantă, ele putându-se sparge la șocuri.

Exemple de radiatoare (calorifere) pentru încălzire
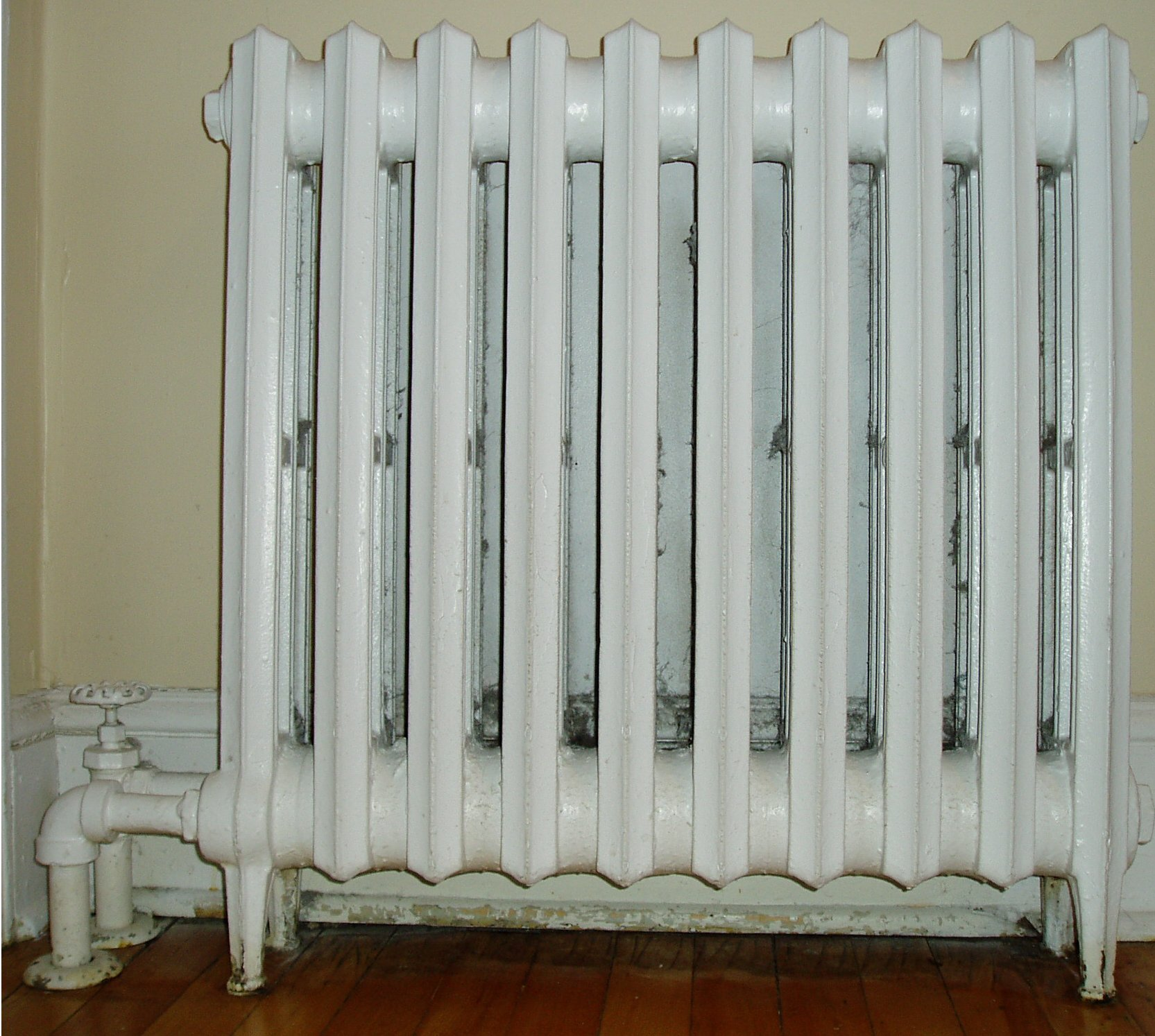
Radiator cu elemenți.
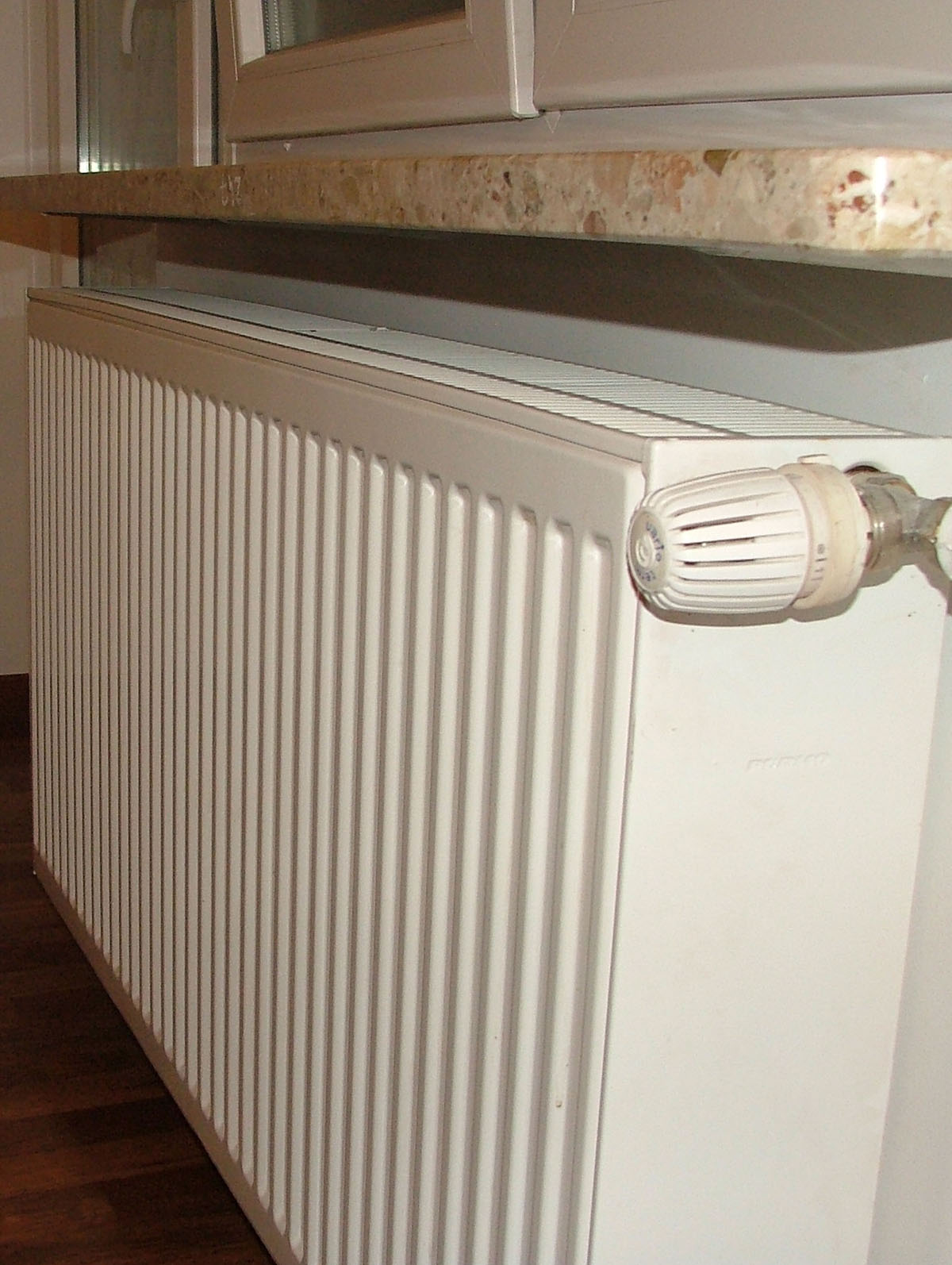
Radiator din tablă de oțel.
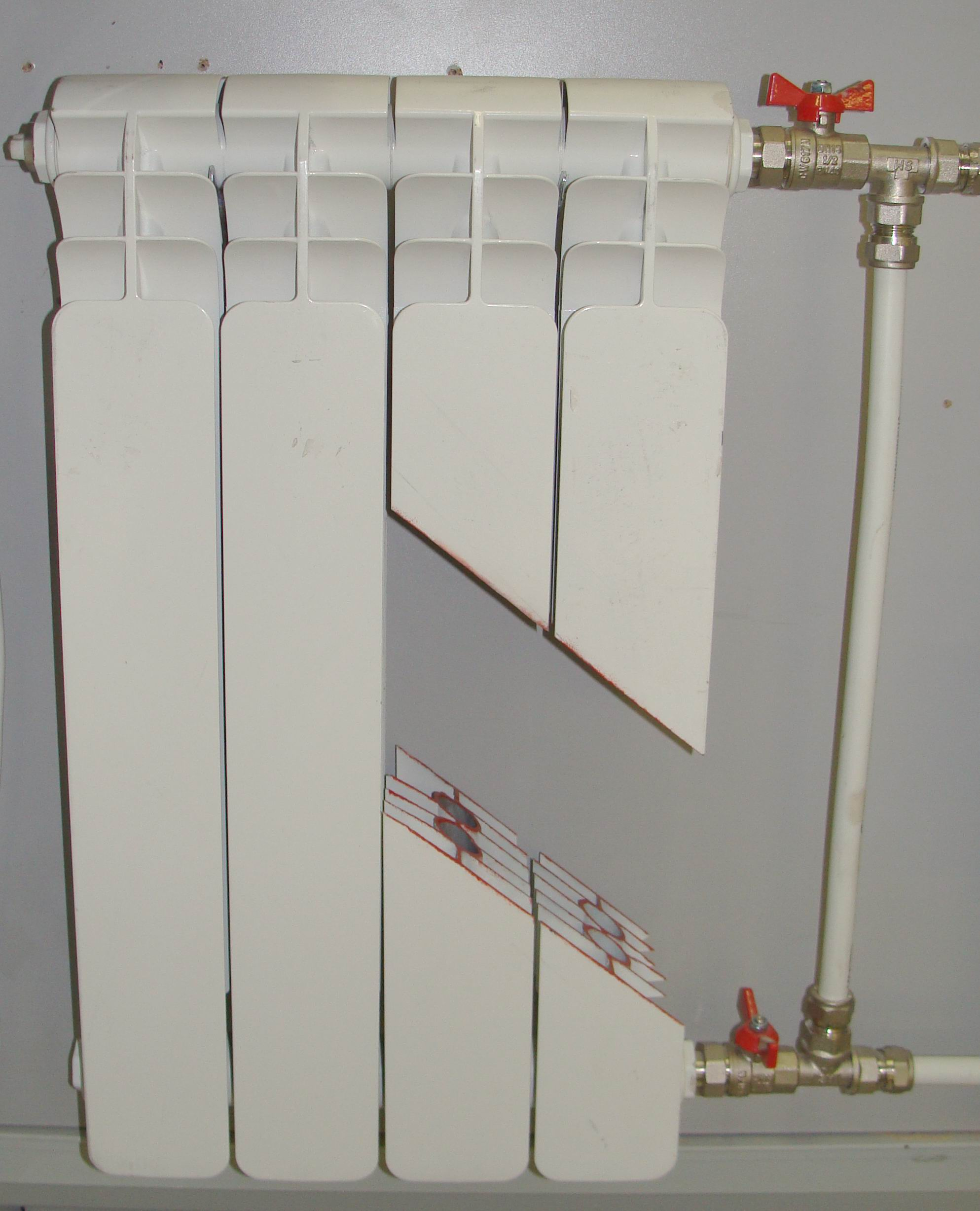
Radiator din aluminiu (secționat).
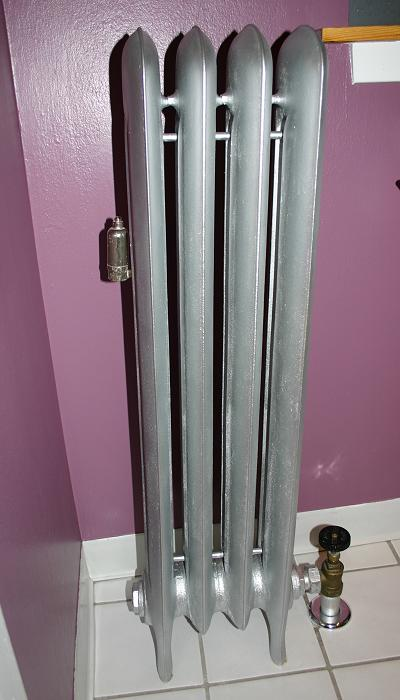
Radiator cu abur.
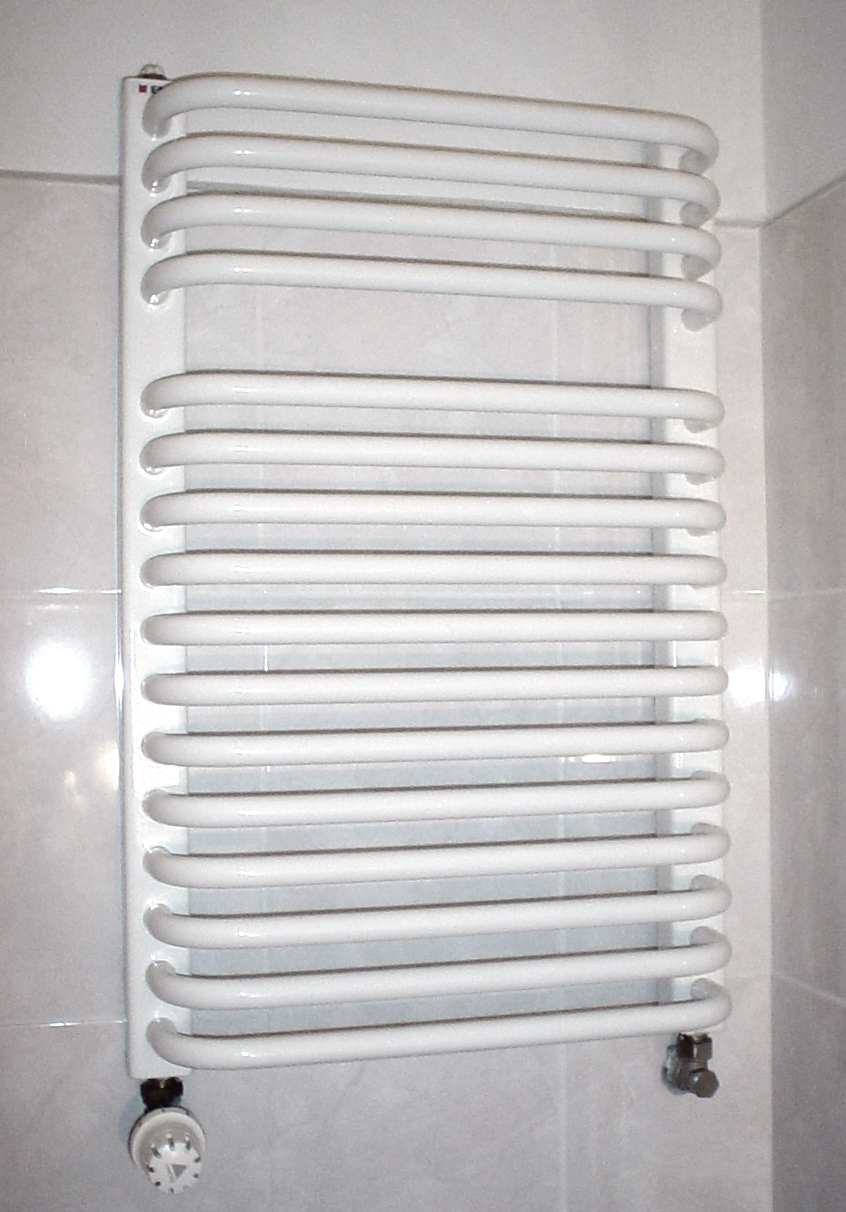
Radiator de baie, pentru prosoape.

Radiatoarele din tablă de oțel sunt formate din table ambutisate și sudate. Sunt realizate în mai multe tipodimensiuni. Au masa proprie mult mai mică, și conțin mai puțină apă în ele, ca urmare se încălzesc mult mai repede. Sunt cele mai ieftine, dar și cele mai puțin durabile. Deși se iau măsuri pentru realizarea unor protecții anticorozive (smălțuire) atât pe interior, cât și pe exterior, este posibil ca stratul anticoroziv să crape iar în acest caz durabilitatea lor este mică, garanția oferită de producător nedepășind 10 ani. Atât radiatoarele din fontă, cât și cele din oțel sunt compatibile cu orice fel de țevi din care este realizată instalația de încălzire, atât din oțel, cât și din cupru sau materiale stratificate (pexal).

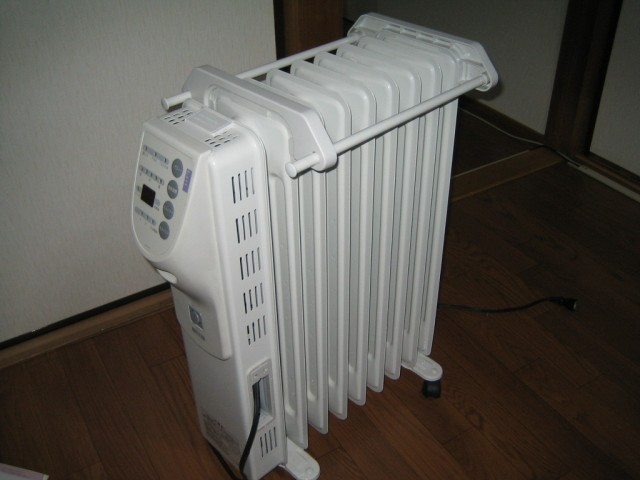
Radiator electric cu ulei.

Radiatoarele din aluminiu sunt realizate din corpuri turnate sau extrudate asamblate între ele de asemenea cu nipluri, ceea ce asigură o mare flexibilitate în exploatarea spațiului disponibil pentru amplasarea lor. Se încălzesc la fel de ușor ca cele de tablă. Au un preț intermediar, între cele din fontă și cele de oțel și o durabilitate de asemenea intermediară, garanția oferită fiind pentru 15 ani. Aluminiul și cuprul formează un cuplu electrochimic destul de puternic, ca urmare nu se recomandă folosirea țevilor de cupru împreună cu ele deoarece apare coroziunea electrochimică pe interiorul radiatorului.
Un caz special sunt radiatoarele cu ulei pentru încălzire, la care căldura dezvoltată de o rezistență electrică nu este cedată spațiului încălzit prin radiație, ci este preluată întâi de o masă de ulei, ca agent termic lichid. Uleiul asigură astfel o răcire corespunzătoare a rezistenței electrice, el însuși cedând căldura spațiului încălzit prin suprafața radiatorului, prin convecție liberă, exact ca în cazul caloriferelor. Prin aceasta se asigură un confort sporit, similar cu cel oferit de calorifere.

### Schimbătoare de căldură cu schimbare de fază

#### Condensatoare

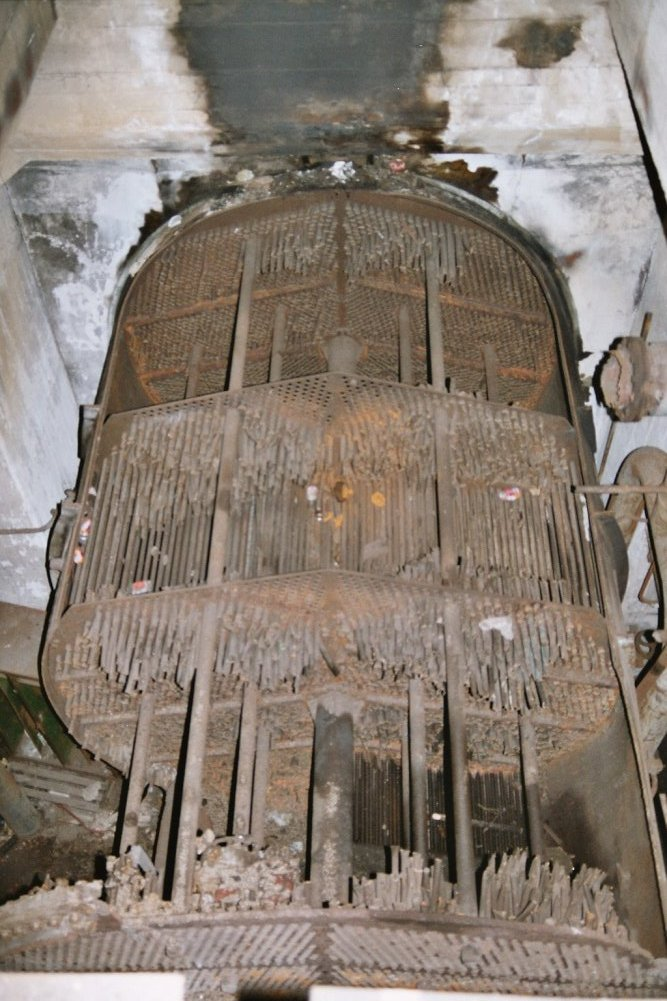
Condensator de turbină cu abur cu fasciculul tubular distrus.

Condensatoarele folosite în industria alimentară și cea chimică sunt formate de obicei din serpentine prin care circulă vaporii care trebuie condensați, scufundate într-un vas cu apă de răcire, sau, de exemplu la mașinile frigorifice, din serpentine cu suprafețe extinse în exteriorul cărora circulă aerul de răcire. Unele dintre cele mai mari condensatoare sunt folosite în termocentrale, la condensarea aburului evacuat de turbinele de abur, în vederea realizării unei presiuni cât mai scăzute la ieșirea din turbină.

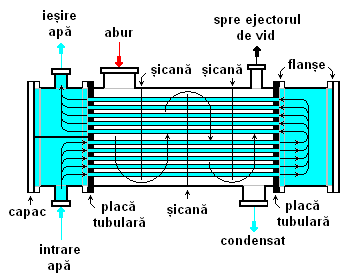
Schema unui condensator.

Condensatoarele de suprafață permit realizarea unor presiuni foarte mici (un vid foarte înaintat), iar condensatul obținut este foarte pur, fără aer. Ele sunt formate dintr-o manta și un fascicul tubular format din țevi cu diametrul de 17–24 mm și grosimea peretelui de 0,5–1 mm, din alamă sau titan, fixate prin mandrinare în două plăci tubulare. Drept mediu de răcire, care circulă prin interiorul țevilor, se folosește în general apa și foarte rar aerul. Aburul condensează pe suprafața exterioară a țevilor. Pentru a evita scurgerea condensatului în jos din țeavă în țeavă, ceea ce ar mări grosimea peliculei de apă pe țeavă și ar înrăutăți schimbul de căldură, între țevi sunt plasați din loc în loc pereți despărțitori care dirijează scurgerea condensatului.
Țevile condensatoarelor sunt supuse fenomenelor de coroziune și de colmatare. La condensatoarele cu țevi de titan, atât depunerile pe pereții interiori ai țevilor, cât și coroziunea cauzată de microorganismele din apă este mult mai mică, iar curățirea interioară a țevilor se poate face mult mai ușor. Curățirea se poate face cu perii de nailon sau cu bile de cauciuc. Dacă aceste țevi nu se pot curăța ele se înfundă cu dopuri la capete. Se admite înfundarea doar a 3–4 țevi la fiecare mie. Dacă acest număr crește, ele trebuie înlocuite.

#### Vaporizatoare

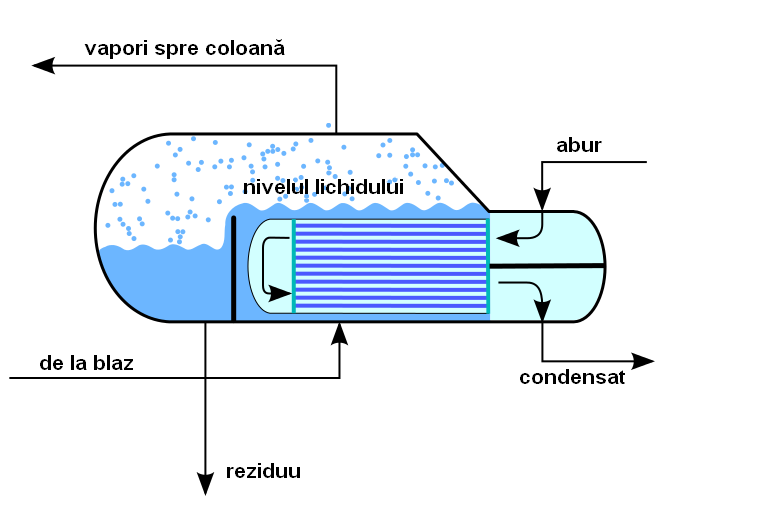
Schema unui fierbător folosit în industria chimică.

Se folosesc în cazurile în care lichidul trebuie transformat în vaporii săi, prin fierbere, cum ar fi în industria chimică, la distilare. În acest caz schimbătorul este cu fascicul tubular, iar vaporii formați se adună în spațiul de abur de sus. Alt tip de fierbător este cel din sistemele fierbătoare ale generatoarelor de abur. Aceste vaporizatoare sunt formate actual exclusiv din țevi verticale cu suprafețe netede, asamblate prin sudare la colectoare.
Centralele nucleare produc curent electric folosind turbine cu abur, exact ca termocentralele. Primele centrale nucleare aveau reactoarele răcite cu gaze (erau de tip GCR, AGR, respectiv HTGR), iar aburul era produs în vaporizatoare cu serpentine, foarte asemănătoare cu a schimbătoarelor de căldură folosite în generatoarele de abur cu combustibili fosili.

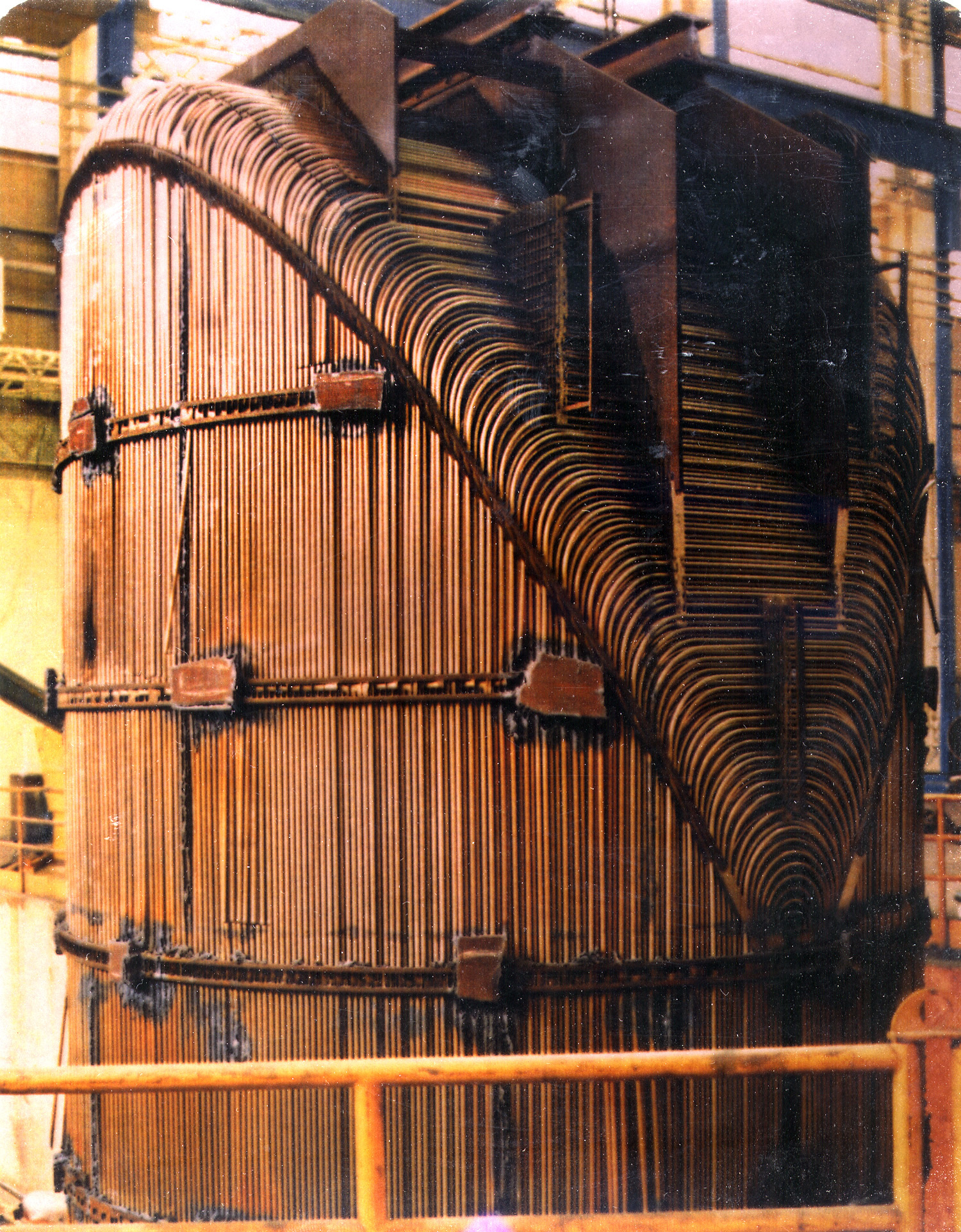
Capătul de sus al fasciculului tubular al unui generator de abur vertical pentru CNE.

La centralele nucleare cu două circuite, la care reactoarele sunt răcite cu apă sub presiune (de tip PWR, inclusiv CANDU), aburul care acționează turbinele este produs cu ajutorul generatoarelor de abur pentru centrale nucleare. Acestea sunt în principiu tot schimbătoare de căldură, care transmit căldura din circuitul primar (al reactorului nuclear) apei din circuitul secundar, pe care o vaporizează. Ele trebuie să satisfacă la cel mai înalt nivel cerințele de fiabilitate și disponibilitate (MTBF), fapt care se obține prin alegerea soluțiilor care minimizează solicitările mecanice și termice din componentele lor (țevi, plăci tubulare). De asemenea, pentru evitarea contaminării radioactive, se folosesc soluții constructive care împiedică intrarea în contact a celor doi agenți termici în caz de pierdere a etanșeității.

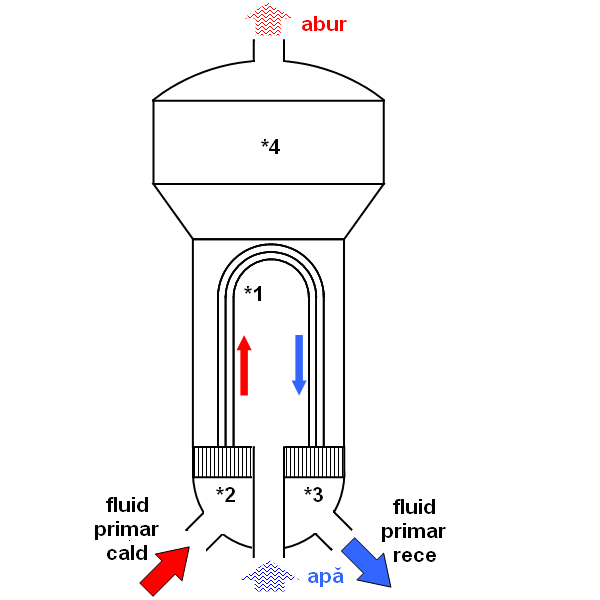
Principiul unui generator de abur vertical pentru CNE. *1 fascicul tubular; *2, *3 ieşirea, respectiv intrarea agentului termic primar; *4 spaţiu de abur.

Construcția acestor generatoare este de tip manta și fascicul tubular, care poate fi dispus atât orizontal, cât și vertical. Generatoarele cu dispunerea orizontală a fasciculului (de exemplu la CNE Shippingport, CNE Novo Voronej și CNE Beloiarsk) sunt mai compacte pentru un debit de abur dat, însă nivelul apei variază la înclinarea lor, astfel că, deși forma ar fi potrivită, nu sunt adecvate pentru unități mobile (nave, submarine). Generatoarele cu dispunerea verticală a fasciculului (soluția Westinghouse), deși ridică probleme la fixarea și etanșarea fasciculului pe placa tubulară de la bază, sunt folosite actual în exclusivitate, datorită schimbului de căldură mai eficient.
Deși sunt destinate domeniului nuclear, calculul termic al acestor generatoare de abur se face în mod identic cu al oricărui alt recuperator.
Un alt caz în care se folosesc vaporizatoarele este când un lichid este răcit prin vaporizarea unei părți din el. Vaporii preiau o cantitate de căldură în funcție de căldura latentă de vaporizare a substanței. Un exemplu este la instalațiile frigorifice, unde este răcit freonul folosit ca agent frigorific. Vaporizatoarele de acest tip sunt formate din țevi orizontale sau verticale. Cele cu țevi orizontale sunt mai simple, iar cele cu țevi verticale mai eficiente din punct de vedere al schimbului de căldură.

### Calculul termic al recuperatoarelor
În cazul schimbătoarelor de căldură recuperative în care cele două medii între care se transmite căldura sunt fluide (cazul obișnuit), calculul căldurii transmise se bazează pe o relație de bilanț. Deoarece schimbătoarele se pot izola termic bine, pierderile pot fi considerate foarte mici, ca urmare se consideră că căldura cedată de fluidul cald este egală cu cea care transmisă prin peretele despărțitor și este egală cu cea primită de fluidul rece.

#### Metoda LMTD
Metoda LMTD (engleză Log mean temperature difference) este metoda clasică de calcul. Ea se bazează pe diferența medie logaritmică de temperatură {\displaystyle \Delta t_{m}\,}.
Se obișnuiește să se noteze cu 1 fluidul cald, iar cu 2 fluidul rece. Intrările sunt notate cu ′ (prim), iar ieșirile cu ″ (secund). Cu aceste convenții, temperatura fluidului cald la ieșirea din schimbător este notată {\displaystyle t_{1}^{\prime \prime }}.
Fluxul termic cedat de fluidul cald este:
{\displaystyle {\dot {Q}}_{1}={\dot {m}}_{1}c_{1}(t_{1}^{\prime }-t_{1}^{\prime \prime })={\dot {C}}_{1}(t_{1}^{\prime }-t_{1}^{\prime \prime })}
cel primit de fluidul rece este:
{\displaystyle {\dot {Q}}_{2}={\dot {m}}_{2}c_{2}(t_{2}^{\prime \prime }-t_{2}^{\prime })={\dot {C}}_{2}(t_{2}^{\prime \prime }-t_{2}^{\prime })}
iar cel transmis:
{\displaystyle {\dot {Q}}_{tr}=KA\Delta t_{m}}
Primele două relații stabilesc legături între natura, debitele și temperaturile celor două fluide, iar a treia permite dimensionarea suprafeței {\displaystyle A\,} necesară transferului termic.
În relațiile de mai sus:
| {\displaystyle {\dot {m}}_{1},{\dot {m}}_{2}} | sunt debitele masice ale celor două fluide,      |
| {\displaystyle c_{1},c_{2}\,}                 | sunt capacitățile termice masice,                |
| {\displaystyle {\dot {C}}_{1},{\dot {C}}_{2}} | sunt fluxurile capacității termice,              |
| {\displaystyle K\,}                           | este coeficientul global de transfer termic,     |
| {\displaystyle \Delta t_{m}\,}                | este diferența medie logaritmică de temperatură. |

Valoarea produsului {\displaystyle KA\,} se poate calcula din relația generală:
{\displaystyle {\frac {1}{KA}}={\frac {1}{\alpha _{1}A_{1}}}+R_{p}+{\frac {1}{\alpha _{2}A_{2}}}}
unde rezistența termică a peretelui se calculează cu relațiile:
{\displaystyle R_{p}={\frac {\delta }{\lambda A_{p}}}}   în cazul peretelui separator plan, respectiv
{\displaystyle R_{p}={\frac {\ln(d_{e}/d_{i})}{2\pi L\lambda }}}   în cazul peretelui separator cilindric (țeavă).
În relațiile de mai sus:
| {\displaystyle A_{1},A_{2},A_{p}\,}       | sunt suprafețele de schimb de căldură pe fețele 1, 2, respectiv prin mijlocul grosimii țevii,                      |
| {\displaystyle d_{e},d_{i},L\,}           | sunt diametrele exterior și interior ale țevii, respectiv lungimea ei, dacă suprafața este considerată cilindrică, |
| {\displaystyle \alpha _{1},\alpha _{2}\,} | sunt coeficienții de convecție între perete și fluidul respectiv,                                                  |
| {\displaystyle \delta \,}                 | este grosimea peretelui despărțitor, în caz că suprafața de schimb de căldură este considerată plană,              |
| {\displaystyle \lambda \,}                | este conductivitatea termică a materialului peretelui despărțitor.                                                 |

Deoarece de obicei grosimea țevilor este relativ mică față de diametrul lor, suprafața de schimb de căldură calculată pe suprafața exterioară a țevilor nu diferă mult de cea calculată pe interiorul lor. Cu foarte rare excepții, aceste suprafețe sunt considerate egale, ca urmare suprafața de schimb de căldură este calculată ca și când ar fi plană, caz în care {\displaystyle A_{1}=A_{2}=A_{p}=A\,}. Relația pentru calculul coeficientul global de transfer termic se simplifică la:
{\displaystyle {\frac {1}{K}}={\frac {1}{\alpha _{1}}}+{\frac {\delta }{\lambda }}+{\frac {1}{\alpha _{2}}}}

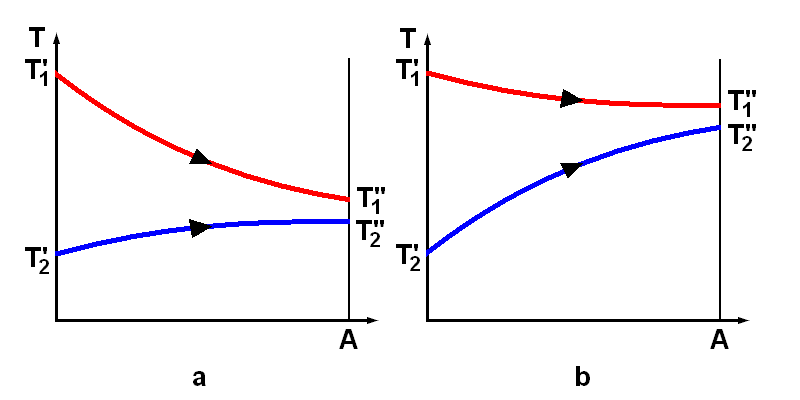
Variaţia temperaturilor de-a lungul suprafeţei pentru curgere în echicurent. Fluxul capacităţii termice a fluidului cald este mai mic (a) respectiv mai mare (b) ca cel al fluidului rece.

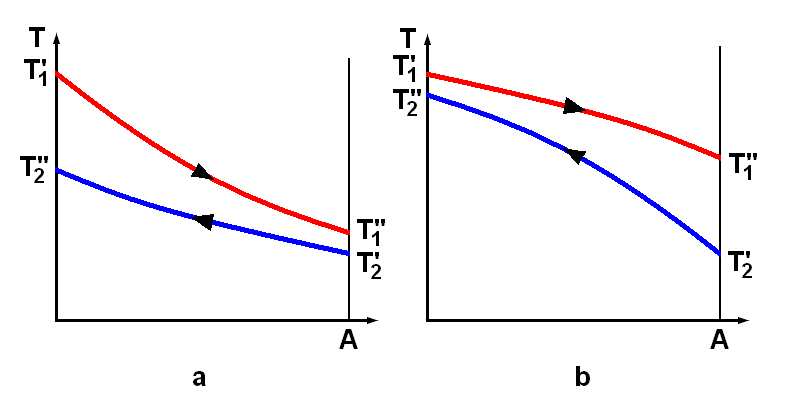
Variaţia temperaturilor de-a lungul suprafeţei pentru curgere în contracurent. Fluxul capacităţii termice a fluidului cald este mai mic (a) respectiv mai mare (b) ca cel al fluidului rece.

Diferența medie logaritmică de temperatură depinde de tipul curgerii. Intuitiv, cel mai simplu schimbător de căldură este cel cunoscut drept „țeavă în țeavă”, prezentat în prima figură a articolului. Peretele despărțitor dintre fluide este țeava interioară. În acest caz, cele două fluide pot curge de-a lungul țevii în același sens, curgere numită în echicurent, sau în sensuri contrare, curgere numită în contracurent. Pentru aceste tipuri de curgeri diferența medie logaritmică de temperatură se calculează cu relația:
{\displaystyle \Delta t_{m}={\frac {\Delta t_{a}-\Delta t_{b}}{\ln {\frac {\Delta t_{a}}{\Delta t_{b}}}}}}
unde:
{\displaystyle \Delta t_{a},\Delta t_{b}\,}   sunt diferențele de temperatură între fluidul cald și cel rece la capetele suprafeței, adică:
- pentru echicurent (v. fig.):

{\displaystyle \Delta t_{a}=t_{1}^{\prime }-t_{2}^{\prime }=T_{1}^{\prime }-T_{2}^{\prime }\,}
{\displaystyle \Delta t_{b}=t_{1}^{\prime \prime }-t_{2}^{\prime \prime }=T_{1}^{\prime \prime }-T_{2}^{\prime \prime }\,}
- pentru contracurent (v. fig):

{\displaystyle \Delta t_{a}=t_{1}^{\prime }-t_{2}^{\prime \prime }=T_{1}^{\prime }-T_{2}^{\prime \prime }\,}
{\displaystyle \Delta t_{b}=t_{1}^{\prime \prime }-t_{2}^{\prime }=T_{1}^{\prime \prime }-T_{2}^{\prime }\,}
Pentru orice alte tipuri de curgere este nevoie să se stabilească relații pentru diferența medie logaritmică de temperatură sau coeficienți de corecție față de curgerea în contracurent.

#### Metoda ε-NTU
Metoda ε-NTU (engleză Number of Transfer Units), cunoscută în bibliografia română ca metoda ε-NTC (Număr de unități de Transfer de Căldură), respectiv ca metoda eficienței termice, a fost propusă prima dată în 1955 de către Kays și London ca o metodă de a determina parametrii de funcționare a schimbătoarelor de căldură deja construite, pe baza comparării posibilităților lor. Ulterior ecuațiile eficienței au fost completate pentru schimbătoare de căldură în echicurent și contracurent inclusiv pentru cazul în care fluidele curg cu viteze relativ mari. În acest caz, modificările care intervin în energia cinetică a fluidelor au un efect semnificativ asupra câmpurilor termice. S-a stabilit că eficiența depinde de mărimile adimensionale care compară fluxul termic prin perete cu fluxurile termice maxime posibil pe părțile caldă, respectiv rece, și de patru mărimi adimensionale care descriu influența distribuției energiei cinetice pe părțile caldă, respectiv rece a schimbătorului.
Eficiența schimbătoarelor de căldură poate fi calculată cu relații de forma {\displaystyle P=f({\mbox{NTU}},R)\,} adaptate pentru fiecare tip de curgere. Exemple de astfel de relații:
- pentru curgere în echicurent:[71]

{\displaystyle P_{i}={\frac {1-\exp \left[-{\mbox{NTU}}_{i}(1+R_{i})\right]}{1+R_{i}}}}
- pentru curgere în contracurent:[71]

{\displaystyle P_{i}={\frac {1-\exp \left[-{\mbox{NTU}}_{i}(1-R_{i})\right]}{1-R_{i}\exp \left[-{\mbox{NTU}}_{i}(1-R_{i})\right]}}}
- pentru curgere în curent încrucișat cu ambele fluide neamestecate:[78]

{\displaystyle P_{i}={\frac {1}{R_{i}{\mbox{NTU}}_{i}}}\sum _{m=0}^{\infty }\left\{\left[1-e^{-{\mbox{NTU}}_{i}}\sum _{j=0}^{m}{\frac {{\mbox{NTU}}_{i}^{j}}{j!}}\right]\left[1-e^{-R_{i}{\mbox{NTU}}_{i}}\sum _{j=0}^{m}{\frac {(R_{i}{\mbox{NTU}}_{i})^{j}}{j!}}\right]\right\}}

Nomogramă pentru aprecierea eficienţei unui schimbător de căldură cu curgere în curent încrucişat, cu ambele fluide neamestecate.

Deoarece relații ca ultima sunt greu de folosit în practică fără un calculator electronic și un software corespunzător, aceste relații sunt prezentate și sub formă de nomograme, ca în figura alăturată, nomogramă aplicabilă, de exemplu, unui radiator de mașină.
În relațiile de mai sus:
{\displaystyle P_{1}={\frac {t_{1}^{\prime }-t_{1}^{\prime \prime }}{t_{1}^{\prime }-t_{2}^{\prime }}}}   este eficiența schimbătorului, raportată la fluidul cald,
{\displaystyle P_{2}={\frac {t_{2}^{\prime \prime }-t_{2}^{\prime }}{t_{1}^{\prime }-t_{2}^{\prime }}}}   este eficiența schimbătorului, raportată la fluidul rece,
{\displaystyle {\mbox{NTU}}_{1}={\frac {KA}{{\dot {C}}_{1}}}}   este numărul de unități de transfer raportate la fluidul cald,
{\displaystyle {\mbox{NTU}}_{2}={\frac {KA}{{\dot {C}}_{2}}}}   este numărul de unități de transfer raportate la fluidul rece,
{\displaystyle R_{1}={\frac {{\dot {C}}_{1}}{{\dot {C}}_{2}}}}   este raportul fluxurilor capacităților termice ale fluidelor, raportat la fluidul rece,
{\displaystyle R_{2}={\frac {{\dot {C}}_{2}}{{\dot {C}}_{1}}}}   este raportul fluxurilor capacităților termice ale fluidelor, raportat la fluidul cald.
Relațiile de mai sus permit, bineînțeles, nu numai „verificarea eficienței”, adică determinarea parametrilor de funcționare posibili pentru un schimbător de căldură deja construit, ci și dimensionarea sa la proiectare.

#### Comparație între metodele LMTD și ε-NTU
La calculul numeric, unde geometriile reale ale schimbătoarelor de căldură modelate sunt discretizate, ambele metode conduc la același rezultat numeric. Metoda ε-NTU este mai stabilă, este convergentă în orice situație, însă timpul de calcul este de câteva ori mai mare. Metoda LMTD necesită o inițializare mai îngrijită și nu este convergentă întotdeauna, dar, dacă converge, soluția se obține rapid, în mult mai puține iterații.

### Schimbătoare de căldură cu suprafețe extinse
Se folosesc în cazurile când coeficientul de convecție pe partea unuia din fluide este mult mai mic decât cel de pe partea celuilalt fluid, caz în care îmbunătățirea coeficientului global de transfer termic se poate obține prin mărirea (extinderea) suprafeței de contact cu fluidul care are coeficientul de convecție mai mic.
Suprafețele extinse sunt recomandate pentru răcitoarele de ulei (pe partea uleiului), radiatoare pentru autovehicule, alte tipuri de răcitoare, condensatoare pentru instalații de climatizare (la toate pe partea aerului).
Părțile care extind suprafețele, numite curent nervuri, se obțin prin extrudare, sau se lipesc pe suprafața de bază prin brazare în cuptoare cu vid. În aceleași cuptoare se execută și tratamentele termice complementare: de durificare, călire, recoacere etc.

Exemple de schimbătoare de căldură cu suprafețe extinse
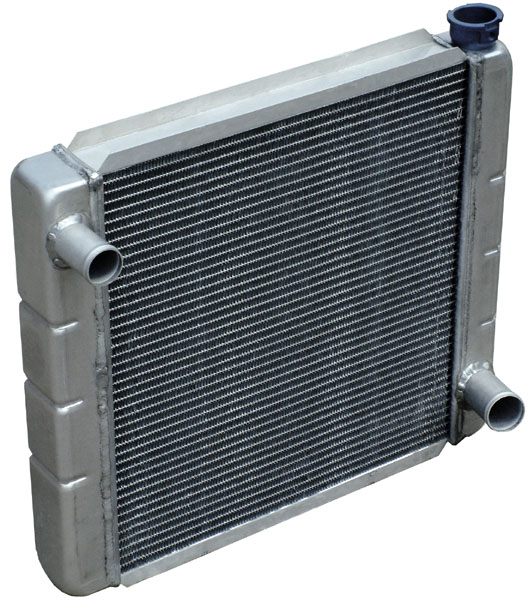
Radiator de mașină.
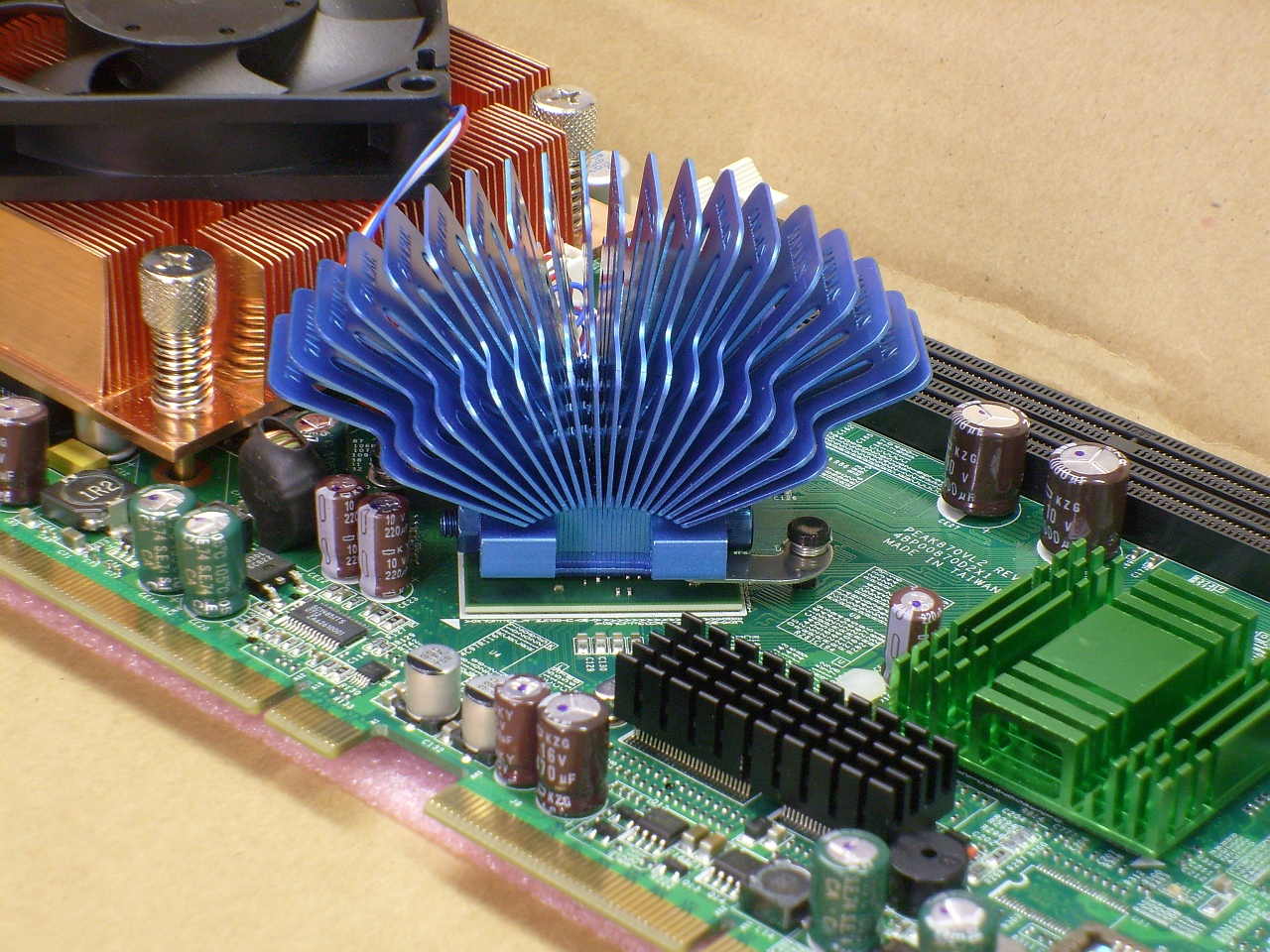
Radiatoare pentru răcirea componentelor de calculator.
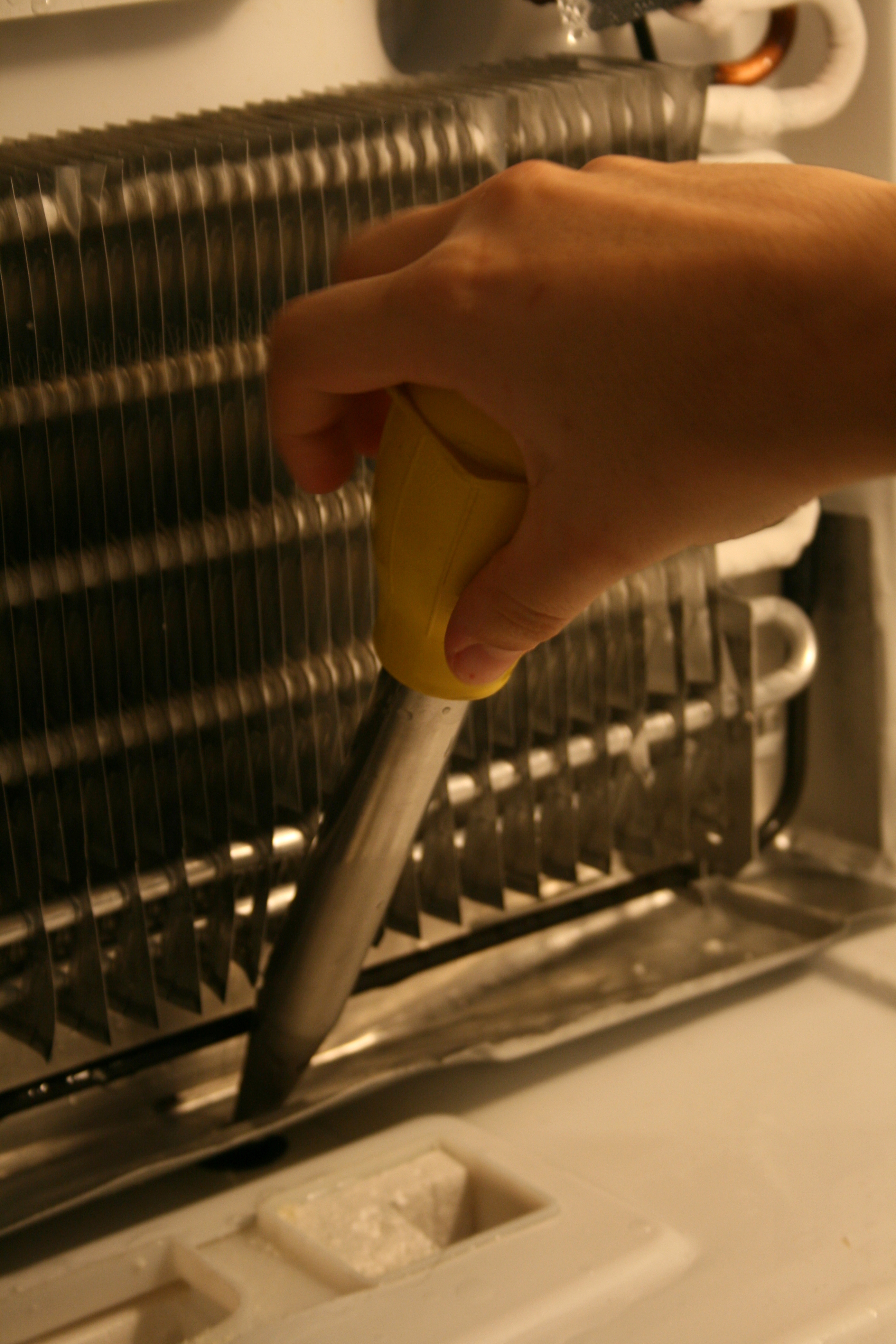
Condensator de instalație frigorifică.
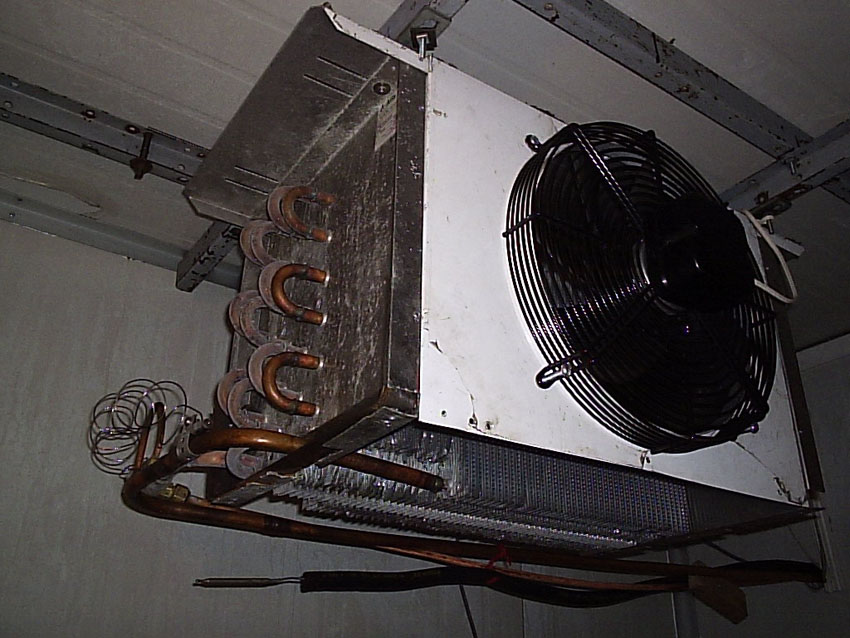
Condensator de instalație de climatizare.
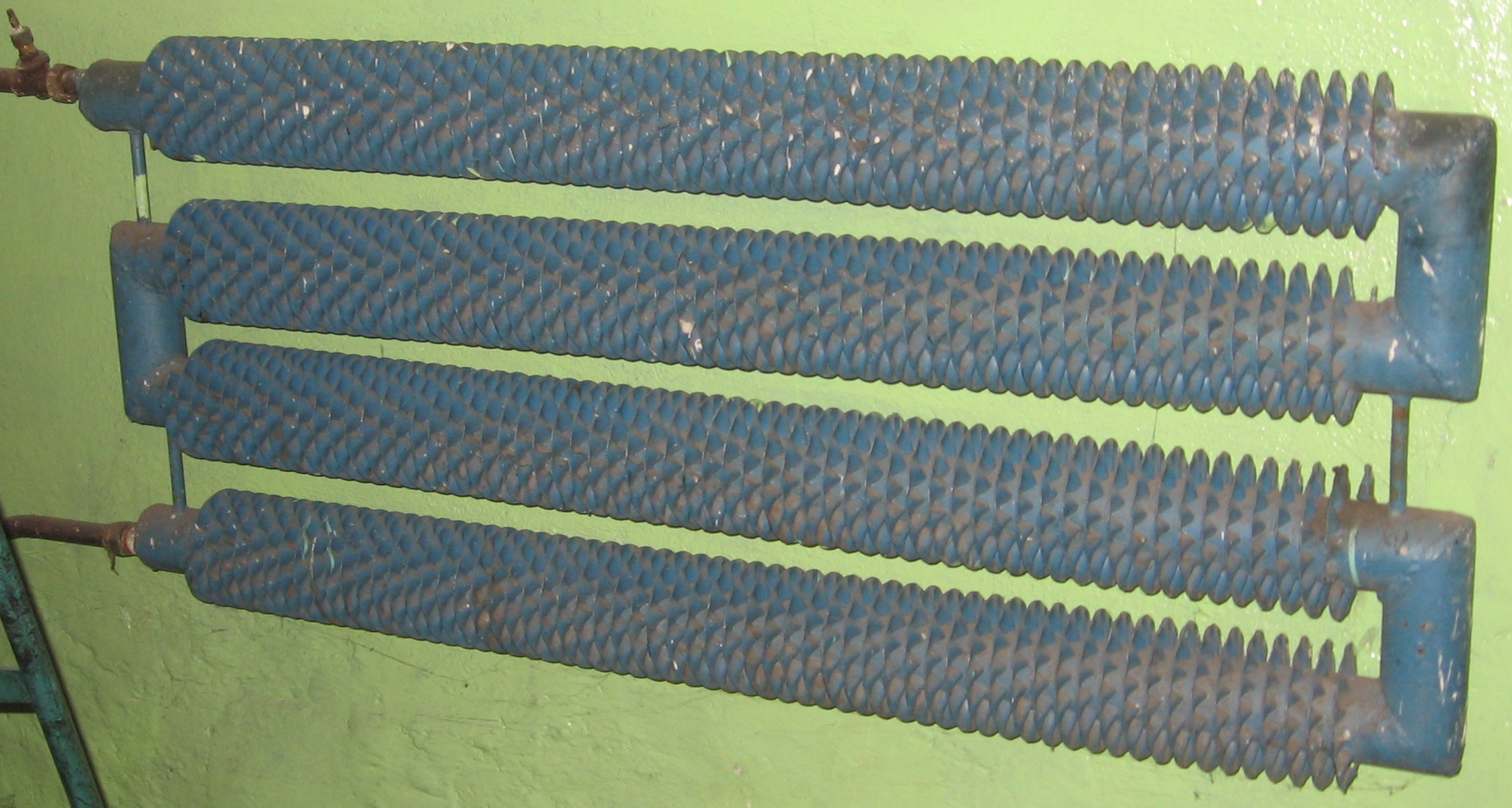
Registru de încălzire.

Calculul schimbului de căldură printr-o suprafață nervurată se face la fel ca printr-o suprafață nenervurată, însă folosind un coeficient de schimb de căldură echivalent, dat de relația:
{\displaystyle \alpha _{ech}=\alpha _{n}\left[{\frac {A_{0}}{A}}+\eta _{n}{\frac {A_{n}}{A}}\right]=\alpha _{n}\left[1-(1-\eta _{n}){\frac {A_{n}}{A}}\right]}
unde:
{\displaystyle A_{0},A_{n},A\,}   sunt suprafața de bază, cea a nervurilor, respectiv suma lor,
{\displaystyle \alpha _{n}\,}   este coeficientul de schimb de căldură al suprafeței nervurate,
{\displaystyle \eta _{n}={\frac {t_{n}-t_{amb}}{t_{0}-t_{amb}}}}   este randamentul nervurii,
{\displaystyle t_{0},t_{n},t_{amb}\,}   sunt temperaturile suprafeței de bază, a nervurii, respectiv a mediului ambiant.

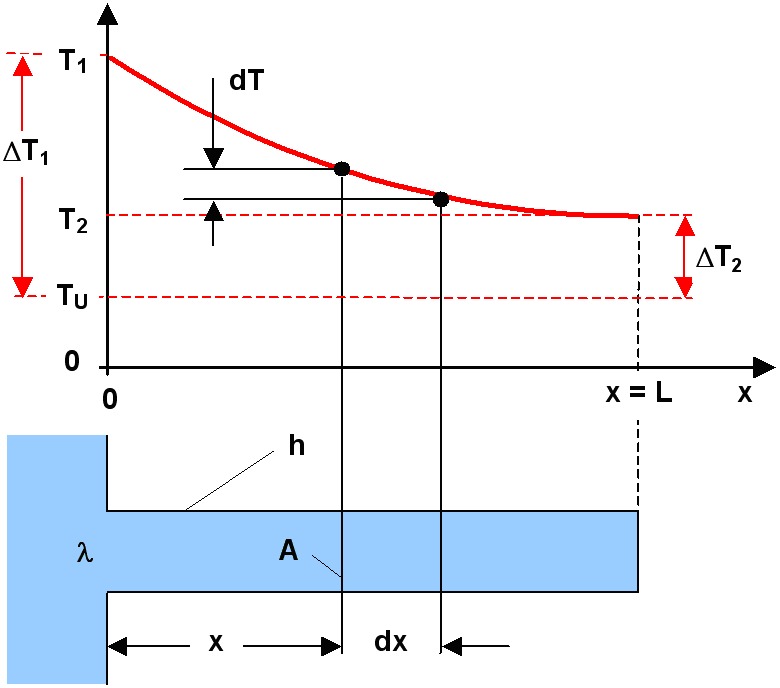
Variaţia temperaturii de-a lungul unei nervuri.

Deoarece temperatura nervurii variază cu depărtarea de suprafața de bază (v. fig. alăturată), randamentul nervurilor se obține prin integrare de-a lungul nervurii și este dat de relația:
{\displaystyle \eta _{n}={\frac {{\mbox{th}}X}{X}}}
unde:
{\displaystyle X=\varphi {\frac {d}{2}}{\sqrt {\frac {2\alpha _{n}}{\lambda _{n}s}}}}
unde:
{\displaystyle \varphi {\frac {d}{2}}}   este înălțimea relativă a nervurii, unde coeficientul de ponderare {\displaystyle \varphi \,} depinde de forma nervurii, expresiile sale găsindu-se în bibliografie,
{\displaystyle \lambda _{n}\,}   este conductivitatea termică a materialului nervurii,
{\displaystyle s\,}   este grosimea nervurii.
În general, pentru nervuri corect proiectate, cu grosime corespunzătoare, randamentul nervurii depășește 85%, deci nervurarea mărește efectiv suprafața de schimb de căldură.

## Schimbătoare de căldură de tip regenerativ
Schimbătoarele de tip regenerativ, cunoscute și sub numele de recuperatoare intermitente, sunt caracterizate prin faptul că transferul termic de la fluidul cald spre fluidul rece se face prin intermediul unei umpluturi, care este încălzită periodic de fluidul cald, iar apoi cedează căldura primită fluidului rece. Uzual umplutura este din materiale ceramice sau din materiale metalice, de obicei oțel. Curgerea fluidelor este organizată de obicei în contracurent. Cele mai cunoscute schimbătoare de căldură regenerative sunt cele de tip Cowper și preîncălzitoarele rotative ale generatoarelor de abur energetice și ale unor turbine cu gaze.

### Cowpere

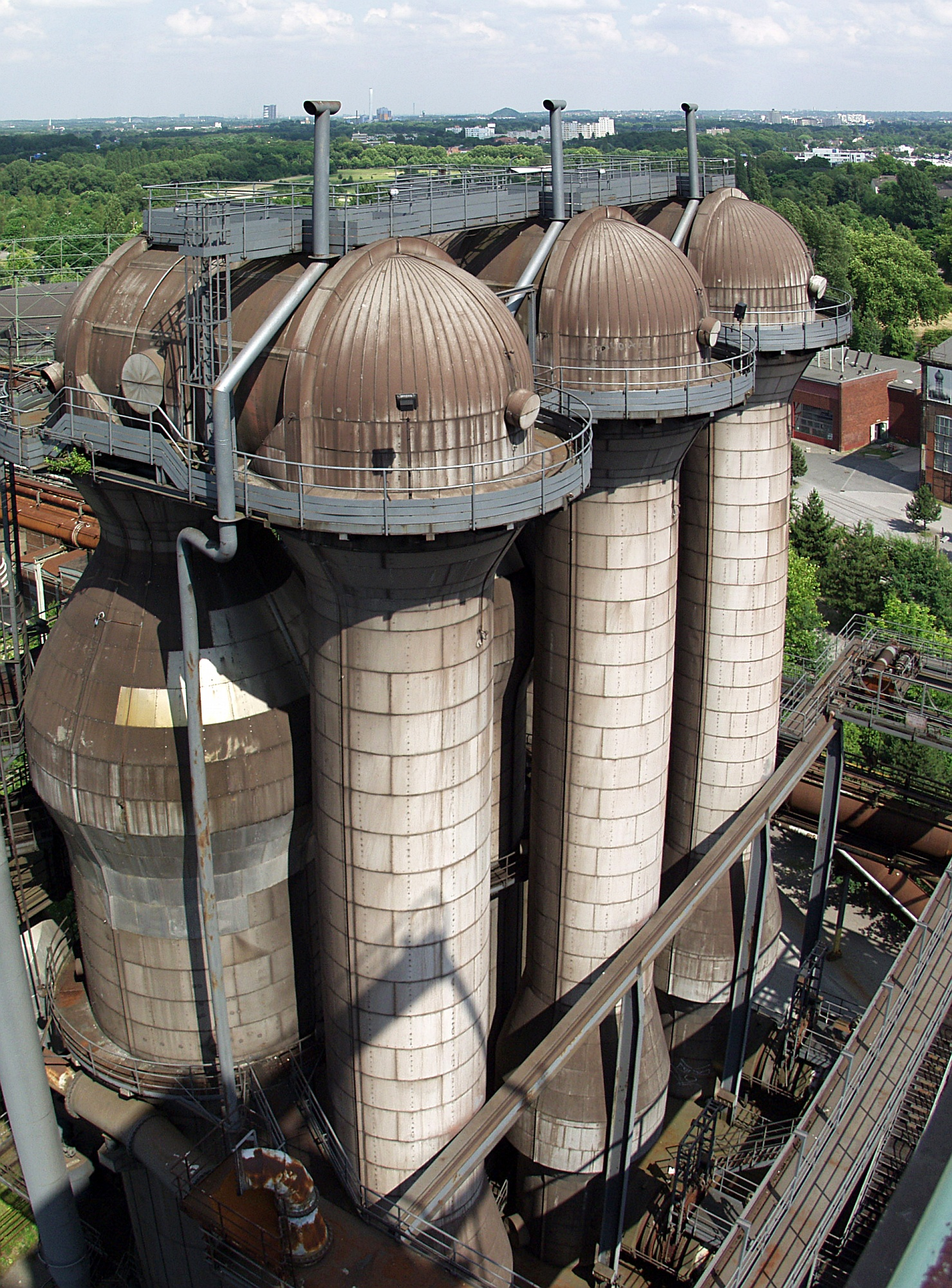
Regeneratoare Cowper.

Regeneratoarele Cowper se folosesc în metalurgie, la preîncălzirea aerului introdus în furnale. În furnal trebuie realizată o temperatură foarte înaltă, necesară topirii fierului, ceea ce necesită ca aerul introdus în furnal să aibă o temperatură cât mai ridicată, uzual 1200–1350 °C. Încălzirea aerului se poate face recuperând căldura din gazele de furnal, care au la ieșirea din furnal o temperatură foarte înaltă, de 1550–1650 °C. Instalația care asigură transferul căldurii de la gazele de furnal la aerul care va fi introdus în furnal trebuie să reziste la aceste temperaturi mari și trebuie să poată asigura debite de aer mari. Aceste schimbătoare de căldură se construiesc sub forma unor turnuri umplute cu cărămizi refractare, amplasate decalat, cu spații între ele, prin care circulă gazele, respectiv aerul. Se pot folosi cărămizi de formă obișnuită, dar există forme de cărămizi mai eficiente, care reduc pierderile de presiune, deci energia consumată de suflantele care asigură circulația fluidelor. Materialele folosite la cărămizi au drept componentă principală alumina (Al2O3) sau forsterita (Mg2SiO4).
La fiecare furnal există cel puțin două turnuri, dar de obicei mai multe. Prin unul din ele circulă gazele de furnal și încălzesc umplutura, iar prin celălalt, deja cald, circulă aerul, care se încălzește de la umplutură. Când temperatura turnului încălzit crește suficient, iar cea a turnului care încălzește a scăzut, se comută funcționarea turnurilor, cel care a fost încălzit de gaze devine încălzitor de aer, iar cel care a încălzit aerul va fi încălzit de gazele de furnal.

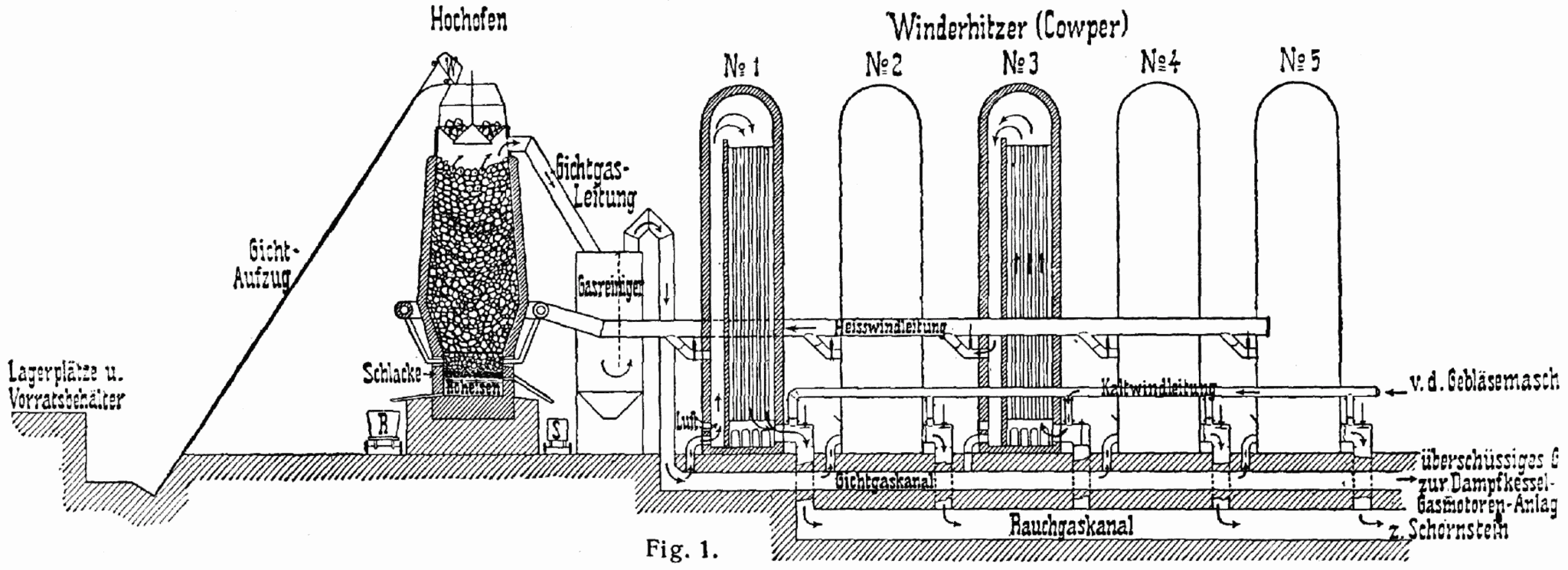
Exemplu de instalaţie de furnal cu cinci regeneratoare Cowper.

### Preîncălzitoare rotative

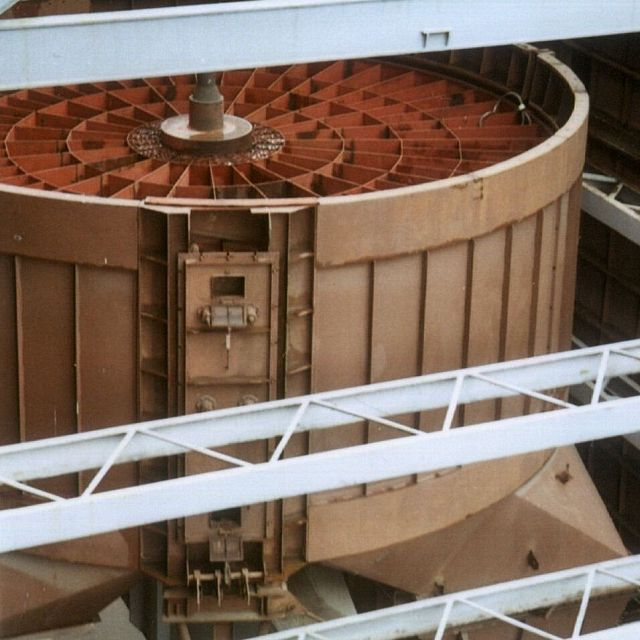
Preîncălzitor rotativ de tip Ljungström în construcţie.

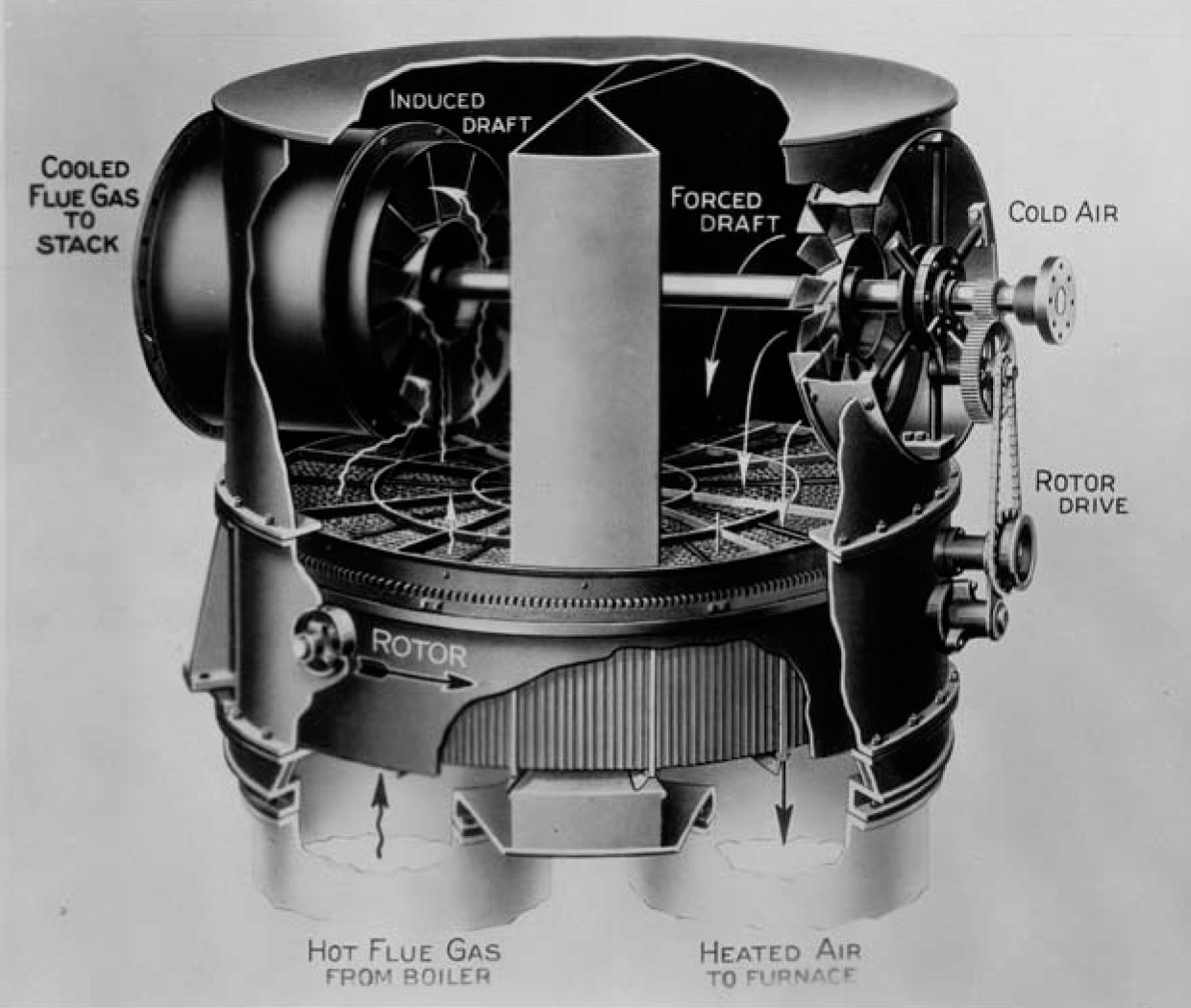
Preîncălzitorul rotativ, proiectul lui Ljungström.

Preîncălzitoarele de aer regenerative sunt folosite în cazul generatoarelor de abur foarte mari și la instalațiile de turbine cu gaze staționare. Acestea lucrează la temperaturi mult mai mici decât cele necesare la furnale. Suprafața de schimb de căldură este formată dintr-un cilindru, rotativ (preîncălzitoare de tip Ljungström) sau fix (preîncălzitoare de tip Rothemühle), compartimentat radial. În compartimente este plasată umplutura, formată din pachete de tablă ondulată cu grosimea de 0,5–1 mm. La generatoarele de abur care ard combustibil cu conținut mare de sulf, în partea finală a preîncălzitorului poate să apară coroziunea produsă de acizii sulfuros (H2SO3) și sulfuric (H2SO4). Pentru evitarea coroziunii, în această zonă se poate folosi o umplutură ceramică sau din sticlă.

### Calculul termic al regeneratoarelor
Deși fenomenele din schimbătoarele de căldură sunt variabile în timp (nestaționare), valorile parametrilor oscilează în jurul unor valori medii. În practică, la calculul termic al regeneratoarelor se folosesc aceleași relații ca și în cazul recuperatoarelor, folosind valorile medii ale parametrilor și introducând eventual unele corecții corespunzătoare regimurilor nestaționare, corecții care se scot din nomograme care apar în lucrările de specialitate.

### Comparație între recuperatoare și regeneratoare
În comparație cu recuperatoarele, regeneratoarele oferă în același volum o suprafață de schimb de căldură mai mare, ceea ce face ca construcția lor să fie mai compactă, eficiența lor să fie mai bună și căderea de presiune mai mică. Ca urmare ele sunt mai eficiente din punct de vedere economic. Distribuirea fluidului în umplutură este mai simplă decât în fasciculele de țevi, iar umplutura poate fi optimizată astfel încât căderea de presiune să fie aceeași în toate zonele, iar prin aceasta se evită drumuri preferențiale ale fluidelor. Spălarea alternativă a suprafeței ajută la curățirea ei și împiedică colmatarea și coroziunea. La gaze, coeficienții de transfer termic gaz-perete sunt mult mai mici decât la lichide, ceea ce necesită suprafețe de schimb de căldură mai mari. Porozitatea mare a umpluturii și suprafața de schimb de căldură mare oferită le fac ideale pentru schimbătoarele gaz-gaz.
Principalul dezavantaj al regeneratoarelor este faptul că nu se poate evita un oarecare grad de amestec între fluide. Întotdeauna fiecare dintre fluide va conține o mică cantitate din celălalt fluid. La preîncălzitoarele rotative, partea de fluid care se amestecă este cea prinsă între separatoarele radiale, iar la cele cu umplutură fixă, volumul de fluid care se află în umplutură în momentul comutării fluidelor. De aceea regeneratoarele pot fi folosite doar acolo unde amestecul fluidelor este acceptabil, de exemplu amestecul gazelor de ardere cu aerul.

## Schimbătoare de căldură prin amestec
Acest tip de schimbătoare de căldură se folosesc la climatizări (umidificare), la condensarea vaporilor și la răcirea apei. Transferul termic poate avea loc între lichid-lichid (amestecătoare), vapori-lichid (degazoare, acumulatoare, condensatoare), lichid-gaz (scrubere, turnuri de răcire), gaz-gaz (amestecătoare).

### Condensatoare prin amestec
Condensatoarele prin amestec pentru turbine realizează condensarea aburului prin amestecarea lui cu apă de răcire, introdusă sub forma unor dușuri. Aceste condensatoare au o construcție simplă și ieftină, dar realizează un vid scăzut din cauza infiltrațiilor mari de aer. Conform legii lui Dalton, presiunea din condensator este suma presiunilor parțiale ale aburului și a aerului infiltrat. Aerul se poate infiltra în condensator prin neetanșeități sau poate fi adus dizolvat în apa de răcire. Acest tip de condensator s-a folosit la primele mașini cu abur, însă, din cauza acestui dezavantaj, a fost înlocuit cu condensatoare de suprafață.
Pentru a elimina acest dezavantaj, în sistemul Heller-Forgó drept apă de răcire se folosește condensatul însuși, răcit într-un turn de răcire uscat. Sistemul, care nu necesită apă de răcire, deci este adecvat pentru regiunile aride, necesită însă un turn de răcire cu o suprafață de răcire foarte mare.

### Turnuri de răcire

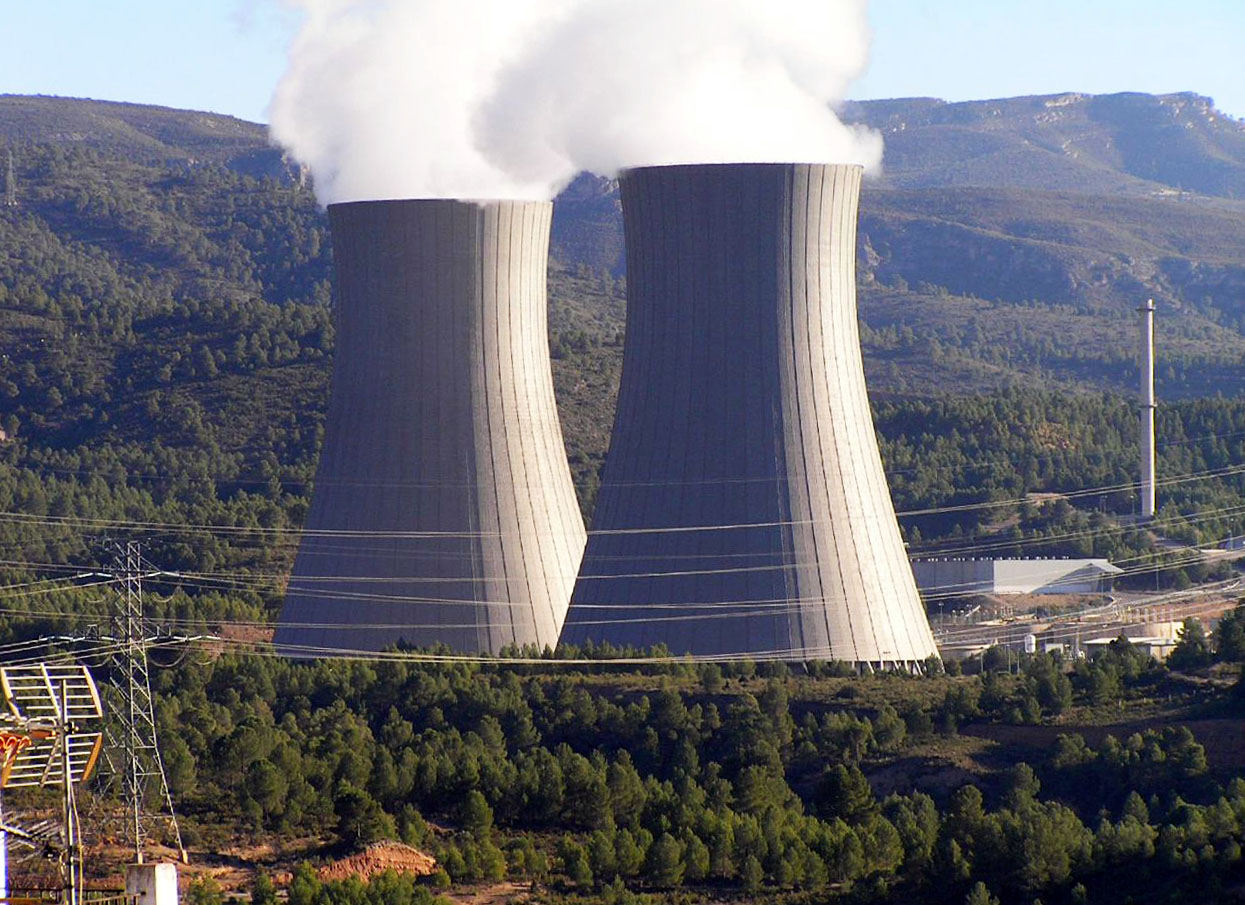
Turnurile de răcire ale centralei nucleare Cofrentes (Spania).

În termocentrale sau centralele nucleare, căldura evacuată în condensator conform ciclului Clausius-Rankine după care funcționează este preluată de apa de răcire a condensatorului. Această apă trebuie apoi să fie răcită la rândul ei, în turnuri de răcire. Acestea pot fi fie uscate, caz în care sunt de fapt niște schimbătoare de căldură foarte mari fără schimbare de fază, fie umede, caz în care căldura de evacuat este preluată sub formă de căldură latentă de vaporizare a unei părți din apă, prin transfer de căldură și de masă. De regulă se folosesc turnuri umede, cele uscate fiind folosite doar în zonele cu deficit de apă.
La turnurile umede apa care vine de la condensator este lăsată să cadă sub formă de picături deasupra umpluturii, formată din plase rezistente la coroziune, care o pulverizează, facilitând evaporarea. Curgerea aerului care preia vaporii formați poate fi în contracurent, sau în curent încrucișat, realizată prin tiraj natural sau forțat. Tirajul natural este realizat de diferența de densitate dintre aerul din turn, care este mai cald și poate fi considerat saturat cu vapori de apă, deci mai ușor. Tirajul forțat este realizat cu ajutorul ventilatoarelor. Turnurile cu tiraj forțat sunt mai eficiente pentru unități mici, iar cele cu tiraj natural pentru unități mari. Ca urmare a complexității fenomenelor de transfer de căldură și de masă, turnurile de răcire sunt considerate un domeniu aparte față de schimbătoarele de căldură obișnuite.

## Asigurarea circulației fluidelor în schimbătoarele de căldură
La curgerea fluidelor prin schimbătoarele de căldură apar pierderi (căderi) de presiune determinate de frecarea cu suprafața de transfer termic (pierderi prin frecare), respectiv de depășirea obstacolelor locale (pierderi locale). Aceste căderi de presiune trebuie acoperite de pompele sau ventilatoarele care asigură circulația acestor fluide prin schimbător.
La proiectare pierderile prin frecare se pot calcula cu relația:
{\displaystyle \Delta p_{f}=\zeta {\frac {l_{c}}{d_{h}}}\rho {\frac {w^{2}}{2g}}}
iar cele locale cu relația:
{\displaystyle \Delta p_{l}=\xi \rho {\frac {w^{2}}{2g}}}
unde:
{\displaystyle \zeta \,}   este coeficientul de pierderi prin frecare:
{\displaystyle \zeta ={\frac {64}{\mbox{Re}}}}   pentru curgeri laminare,
{\displaystyle \zeta ={\frac {0,3164}{{\mbox{Re}}^{0,25}}}}   pentru curgeri turbulente peste materiale netede,
{\displaystyle \zeta ={\frac {0,129}{{\mbox{Re}}^{0,15}}}}   pentru curgeri turbulente peste materiale rugoase.
{\displaystyle \xi \,}   este coeficientul de pierderi locale, care, pentru fiecare tip de obstacol în parte (îngustare sau lărgire de secțiune, cot etc.) se scoate din tabelele din bibliografie,
{\displaystyle {\mbox{Re}}\,}   este numărul Reynolds,
{\displaystyle l_{c}\,}   este lungimea pe care are loc frecarea,
{\displaystyle d_{h}\,}   este diametrul hidraulic,
{\displaystyle \rho \,}   este densitatea fluidului,
{\displaystyle w\,}   este viteza fluidului,
{\displaystyle g\,}   este accelerația gravitațională, convențional 9,80665 N/m2.
Puterea pompelor, respectiv ventilatoarelor care vehiculează fluidele se poate determina cunoscând căderea de presiune {\displaystyle \Delta p\,}, debitul volumic {\displaystyle {\dot {V}}\,} și randamentul pompei/ventilatorului {\displaystyle \eta \,}:
{\displaystyle P={\frac {\Delta p{\dot {V}}}{\eta }}}
În caz că pompele sau ventilatoarele nu fac față, debitul, respectiv viteza fluidelor vor fi mai mici, ceea ce afectează coeficienții de convecție, respectiv performanțele termice ale schimbătorului. Puterea consumată de aceste pompe sau ventilatoare este unul dintre criteriile de performanță ale schimbătoarelor de căldură.

## Aspecte privind ființele vii
Unele organe ale ființelor vii se comportă ca niște schimbătoare de căldură. De exemplu, plămânii oamenilor, având o suprafață a alveolelor mare, lucrează similar unor turnuri de răcire, aerul expirat fiind relativ cald și umed. Alt exemplu este că în limba balenelor vascularizarea realizează un schimb de căldură în contracurent între sângele arterial și cel venos, astfel că se reduc pierderile de căldură prin limbă când balena se hrănește în ape reci. Un sistem similar apare la păsările care stau cu picioarele în apă sau la pinguini.